# 織田信雄
織田 信雄（おだ のぶかつ/のぶお［下記参照］）は、安土桃山時代から江戸時代初期にかけての武将、大名。大和宇陀松山藩初代藩主。織田信長の次男。伊勢北畠家の養嗣子となって北畠氏を称し、元服して具豊（ともとよ）を名乗ったのが初名で、第10代当主として信意（のぶおき/のぶもと）、次いで信勝（のぶかつ）とも名乗り、信雄は最後の改名による。のちに織田氏に復し、晩年は入道して、法名は常真といった。通称は三介（北畠三介）、北畠中将、尾張内府（尾張内大臣）など、伊勢国司を継いだため御本所とも敬称された。

## 「信雄」の読み方
諱の「信雄」の読みには「のぶかつ」と「のぶお（のぶを）」との二つの通説があり、高校の教科書でも併記されたことがある。信雄から「雄」の偏諱が与えられた家臣は（下記のように例外もあるが通常は）いずれも「かつ」と読まれるので、「のぶかつ」が一般的な呼び名とされる。一方、『寛政重修諸家譜』（『寛政譜』）や『織田系図』といった諸系図では、いずれも「のぶを」と振り仮名があり、息子の秀雄や良雄らの「雄」は「お（を）」と読んでいる。一次史料の『御湯殿上日記』で「のぶかつ」と読んでいるので「のぶお」は誤伝であるという説もある。しかし、「信勝」とも称しているので、どの漢字を読んで女房文字（平仮名）で「のふかつ」と記したのか、はっきりしない。それで、読み方に女房言葉を基にした「のぶかつ」と前述の諸系図に記された振り仮名の「のぶを」の二つが併記される。
江戸時代中期の故実家伊勢貞丈は「ノブヲ」の読みは誤りで「ノブヨシ」であるとするが、これは国学者村井古巌が「永禄の御湯殿上日記に今日織田のぶよし参内とあるは信雄のことなり」と語ったことを根拠としている。貞丈は、同僚に土方勘兵衛という土方家のものがいて、信雄から一字拝領した「雄」の字を代々通字として「ヨシ」と読んで、土方雄久の子孫・雄忠も「よしただ」と読まれていたと紹介して、信雄は「のぶよし」であるとしている。ただし、『御湯殿上日記』に関しては、永禄のころならば名乗りが「信雄」ということはなく、「具豊」または「信意」のはずである。「信意」を「のぶよし」と読んだ可能性もあるが、後年に書き足したものならば、どの漢字を読んだのかがやはりわからない。「意」「勝」「雄」のいずれの字も人名読みに「ヨシ」があり、諱の漢字を変えても同音のままの読みとする前例も多くあるが、異なる読みの場合もある。結局のところ、女房文字では決め手にならないということになる。

## 生涯

### 出生について
永禄元年（1558年）、尾張国丹羽郡小折の生駒屋敷で織田信長の次男として生まれる。幼名は茶筅（丸）。『勢州軍記』『生駒家譜』『寛政重脩諸家譜』によると生母は生駒家宗の娘である久庵桂昌大禅定尼（俗名を「吉乃」あるいは「お類」とする）で、信忠と徳姫（岡崎殿）とは同母兄妹にあたる。信長はこの3人の兄弟妹が五徳の脚のように互いに支え合って織田家を末永く栄えさせるようにとの思いを込めて、岡崎殿を「五徳」と名付けたといわれている。
同い年の弟の神戸信孝とは、出生順位をめぐる確執があったという話がある。『勢州軍記』は信雄と信孝は同年同月の生まれであるとし、信雄が第三子で信孝の方が先に誕生していたが、信孝の母の坂氏は熱田神宮の神司の岡本氏の宿所にいて、信長まで急ぎ伝奏する人手がなく、後日、清洲城に登城したときに報告したために三男になったとしている。あるいは、信孝の方が20日ほど早く生まれたが坂氏の身分が低く、信雄の母が正室的立場であったため、身分の差により信長への報告を遅れさせて出生順位を置き換えたという話もある。信孝が弟とされたことを恨んでいたという広く知られた俗説もあるが、これらが史実であったかどうかは定かではない。
生駒氏（久庵）が信長の正室として扱われたかどうかにも議論があるが、織田家当主となる信忠以外では信雄は唯一の嫡出の男子である。信長の子供のなかでは信忠・信雄・信孝の3名だけが特別扱いされていて、『当代記』によると3名とも父と同じく能楽、舞を好み、趣味が過ぎるとして信長の逆鱗に触れて同じく能楽の道具を取り上げられたことがあって、待遇も趣味も似ていた。
永禄12年（1569年）4月8日、宣教師ルイス・フロイスと従者ロレンソ了斎がキリスト教の布教許可状を得るために美濃岐阜城の信長を訪ねた際、フロイスを馳走するために信長はみずから膳を運び、ロレンソの膳は茶筅（信雄）が運んだ。

### 伊勢北畠家を掌握

#### 北畠氏の養嗣子に

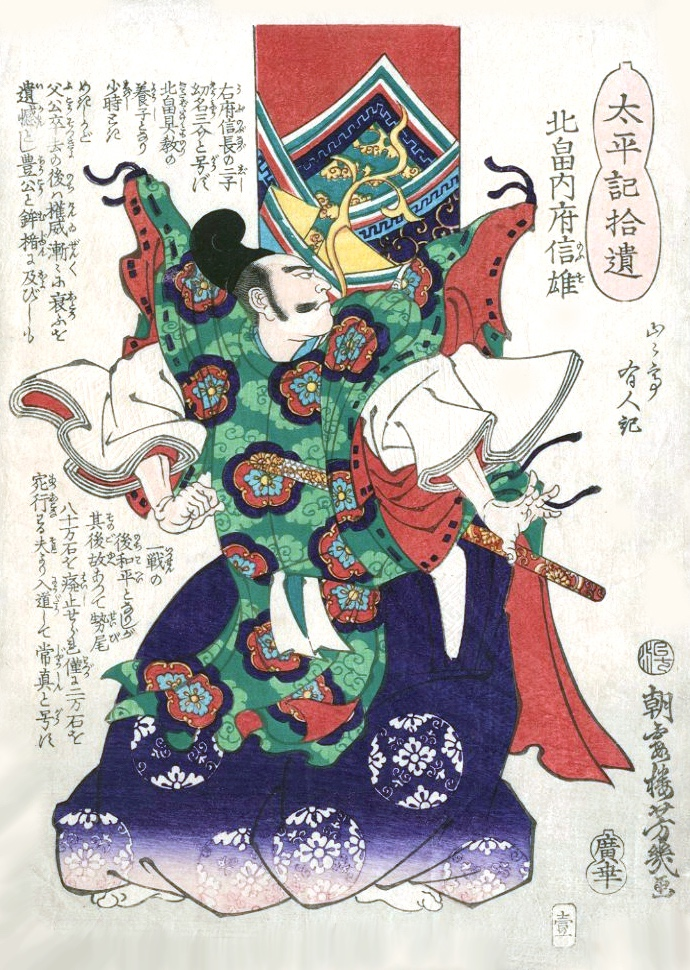
『太平記拾遺：北畠内府信雄（北畠信雄）』落合芳幾作、1869年

永禄12年8月、信長は伊勢大河内城を攻めたが、深い谷に囲まれた天然の要害であるこの城を攻めあぐねた。しかし包囲に耐えかねた北畠具教は和議を請い、10月11日に和睦が成立した。この和睦の条件として、信長の次男・茶筅が、村上源氏の名門である伊勢北畠氏の養嗣子となることが決まった。信長は伊勢から上洛して足利義昭に伊勢平定を報告し、茶筅は大河内城へ入った。同行した傅役は沢井吉長であった。
この時、北畠具房の養嗣子となったとする書物もあるが、養父が具房であったのかその父の具教であったのかの解釈は読み方によって異なる。『勢州軍記』によると北畠家督はすでに具房に譲られていたらしく、具教の女婿となって具房の継嗣を約束されたということであろうと、谷口克広は書いている。
茶筅は船江薬師寺に住んで、『勢州軍記』によれば、具教の娘（具房の妹）の千代御前（雪姫）との婚儀は、元亀2年（1571年）のことであったという。和議を機に具教は三瀬御所（三瀬城）、具房は坂内城に退いていて、この年に茶筅が大河内城に居を移した。
元亀3年（1572年）1月、1歳年上の兄・信忠（信重）や同い年の信孝と3人一緒に岐阜城で元服して北畠具豊と称したと『勢州軍記』にあるが、一次史料の初見はいずれも翌年からで、元亀3年中は幼名で呼ばれているため、『勢州軍記』の記載よりも元服は一年後のことのようであると谷口は述べている。
天正元年（1573年）9月20日、信長は伊勢長島の一向宗門徒を攻撃するために具豊（信雄）に指示して同国大湊の惣に船を出すよう命じた。具豊は家老津田一安（織田忠寛）を介して、信長朱印状がありと本所殿（具教）も従っているから、大湊衆には必ず桑名に船を出させるようにと命じたが、住民に一向一揆側を支持する者が多くあって失敗した。
同月22日に具教が大神宮御師の北監物大夫の子・鍋次郎に、同宮御師・福嶋左京亮の跡職を与えたのを、11月15日に具豊が承認した。このとき北畠の当主はまだ具房で、具教が後見役だったが、具豊の背後にある信長の力を無視できなかったようだ。
天正2年（1574年）2月3日、岐阜城での信長の茶会に出席して御通衆を務めた。3月18日、上洛した信長は息子の信忠と具豊も叙爵できるように願い出て、信忠は平信忠として従五位下に、具豊は源信意として従五位下侍従に叙されている。

同年7月、北畠ら南伊勢衆を率いて長島攻めに再び参戦して、中洲を攻撃し、大船に乗って戦った。これが初陣であったと思われる。

#### 北畠一族の粛清

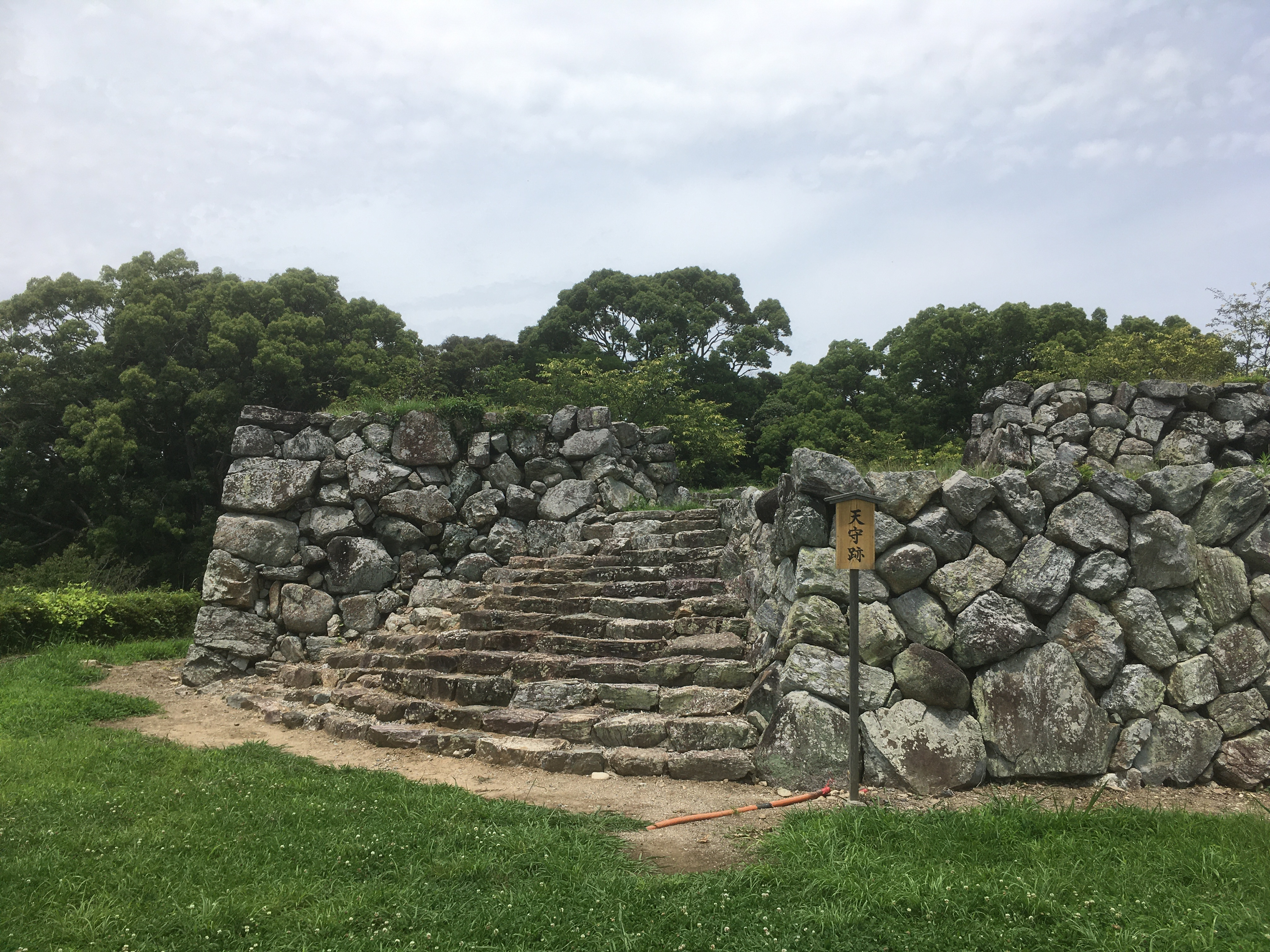
田丸城天守跡（三重県度会郡玉城町田丸字)

天正3年（1575年）5月21日、長篠の戦いに具豊・織田掃部助（津田一安）ら北畠勢も出陣して、信長は極楽寺山に、信忠は天神山に、具豊（信雄）は御堂山に陣した。
同年6月1日、具豊は正五位下に叙され、同月中に北畠家の家督（伊勢国司）を相続した。具房の奉行人であった山室房兼が北監物丞に宛てた6月6日付けの書状で、すでに具房の隠居が決定した旨が書かれている。6月23日、具教・具房父子は三瀬御所に隠居して、同月24日、国司在所として大河内御所と呼ばれていた大河内城（飯高郡）を廃城にして、具豊はもっと西の平地にある田丸城（度会郡）を居城とした。
前述のように叙任のときにすでにこの名を用いているが、家督相続を機に信意に改名したとみられ、7月以後の発給文書にはすべて信意と署名がある。
同年8月16日、信意（信雄）は越前一向一揆討伐に従軍し、柴田勝家、惟住長秀（丹羽長秀）、惟任光秀（明智光秀）、羽柴秀吉、原田直政、滝川一益、神戸信孝、長野信良（織田信包）ら諸将とともに転戦。信意は残党狩りに精を出した。
同年11月7日、権大納言になったばかりの信長が、右近衞大将を兼ねることになり、併せて出羽介の信忠が秋田城介に、侍従の信意が左近衞権中将に任じられた。
この頃に家中の実権を掌握しはじめたのか、信意は同年中にしばしば伊勢国に徳政令を出しており、国内の寺社への所領安堵状も多数発給している。

天正4年（1576年）夏、伊勢度会郡の住人（国人）赤羽新之丞なるものが紀伊熊野への侵攻を願い出てきたので、信意は赤羽を大将として兵を派遣し、志摩長島城を家臣・加藤甚五郎に与えて熊野攻略を支援させた。甚五郎は機を見て守将不在の三鬼城を攻め落としたが、戻ってきた熊野衆の大将・堀内氏善の反撃を受けて奪還され、甚五郎は自害。さらに志摩長島城まで攻め寄せられて落城すると、赤羽までもが裏切って熊野側についてしまうという惨憺たる敗北に終わった。
『勢州軍記』では、あるとき、信意の小姓が国司家（具教・具房）に仕える侍の屋敷に入って小鳥を刺し、それに怒った侍が小姓を激しく殴打。自分の小姓への仕打ちを知って、信意は面目を失ったと激怒し、織田掃部助（一安）に命じて北畠一族の粛清を決意したとする。しかし通説では下記のように信長の意思であったという。

同年11月、信長は満を持して北畠一族の粛清を決行するとして、信意家老の滝川雄利と、具教の旧臣である藤方具俊（朝成）、長野左京亮、奥山知忠の3名を呼び出して、具教の殺害を命令した。奥山は病と称して出家して回避し、藤方は旧主殺しを憚って家臣・軽野左京進（加留左京進）を代理に立てたが、長野は従った。同月25日、雄利、軽野、柘植保重の軍勢が三瀬城（多気郡）を密かに包囲して、内通していた具教の近習の手引で、長野、柘植、軽野の三名が具教に目通りして、その場で長野が具教をだまし討ちにして殺害したとも、双方死傷者を出す乱戦になって軽野が具教を討ち取ったともいう。具教は塚原卜伝の弟子で剣の使い手だったが、太刀に細工がされて抜くことができなかったという。具教の四男の徳松丸、五男の亀松丸も殺害され、御所内では北畠家臣や家人らがなで切りにされた。一方、肥満体で「フトリ御所」「大腹御所」と呼ばれていた具房だけは助命され、信長の命令で滝川一益に預けられて伊勢長島城に幽閉された。また長野具藤、北畠親成、大河内具良、坂内具信（具義）らも、信意の饗応と偽って田丸城に招いて、津田一安、土方雄久、日置大膳亮ら諸将に襲わせ、その家族や家来衆ともども誘殺した。他方、北畠政成ら残党が霧山城（多気御所）に立て籠もると、信長は羽柴秀吉、神戸信孝、関盛信ら諸将と15,000の兵を差し向けて、12月4日に攻め立てて政成らを自害させた。
信意の正室である千代御前は、11月28日、父と兄弟が夫によって謀殺されたと知ると、自害して果てた。千代御前は戦国随一との評判の美貌で、嫡男・秀雄の生母でもあった。享年19。信意は数年後に彼女の従妹になる木造具政の娘を継室としている。三瀬の変によって北畠勢力は一掃され、北畠家の南伊勢5郡の勢力は、そのまま信意の権力基盤へと継承されていった。
同年12月15日、滝川雄利と柘植保重の讒言により、信意は補弼の臣であった津田一安（織田掃部助）を田丸城において日置大膳亮に討たせて粛清した。理由については、謀反の疑いや、家老の分を越えて権力に奢ったためなどと伝えられるが、信意との意見の相違が考えられる。翌年の5月に、信意は信長より一安の財産（金子・銀子・米）を埴原常安へ渡すように命じられている。
天正5年（1577年）年春、奈良興福寺東門院院主となっていた具教の弟・孝憲が、北畠一族の滅亡を聞いて、還俗して北畠具親を名乗り、伊勢の旧臣や国衆を糾合すると、森城（飯高郡）などに立て籠もって反織田の抵抗を起こした。信意は日置大膳亮・次太夫の兄弟に命じてこれを攻めさせた。具親は敗退して追い詰められ、関岡城に立て籠もったが、ついには城を脱出して信長と敵対する安芸毛利氏を頼った。

### 連枝衆の武将として
天正5年2月、信意は雑賀攻めに従軍した。一旦、西近江で信長を待った後、同陣して南下し、信忠ら織田家の連枝衆と行動をともにした。兄である信忠は天正3年に織田家督を相続しており、この年の雑賀攻めを最後に信長は戦場に出陣しなくなるが、伊勢の信意、信孝、信包（叔父）、近江の織田信澄（従弟）ら連枝衆のなかで、信意の軍団が最大のものであった。
天正6年（1578年）4月4日、大坂表への出陣の命令があった。信忠を総大将にして、尾張・伊勢・美濃・伊勢（信意、信孝、信包、滝川一益）の軍勢と近江・若狭（信澄、明智光秀、丹羽長秀、蜂屋頼隆）の軍勢が出陣し、大坂（石山本願寺）に攻め寄せて、5、6日の両日に田畑を尽く薙ぎ払って帰陣した。
同年4月中旬、毛利輝元・吉川元春・小早川隆景・宇喜多直家らの中国勢が、織田方の山中幸盛が籠もる上月城を包囲して大亀山に陣取ったので、羽柴秀吉と荒木村重は高倉山に陣取って対峙したが、地形に阻まれて上月城を救援できなかった。信長は4月27日に上洛し、5月1日に播磨に自ら出陣して毛利との決着をつけると言ったが、佐久間信盛・滝川一益・蜂屋頼隆・明智光秀の4名の重臣が揃いも揃って危険であると止めたので、まず重臣らが先に播磨に出陣することになった。4月29日、一益、光秀、丹羽長秀が出陣し、5月1日、次いで信忠・信意・信包・信孝、細川藤孝、信盛が尾張・美濃・伊勢の軍勢を率いて出陣した。信長も同月13日に出陣したが、豪雨の洪水被害のために途中で帰還した。その後も織田勢は攻撃を継続し、6月27日、神吉城を信忠・信孝・林秀貞・藤孝・信盛が包囲し、志方城は信意が包囲した。先に神吉城が7月16日に諸将の総攻撃による力攻めで落城し、次に攻め寄せられた志方城は降伏した。
同年8月、「田丸船」と称される五十石船を1艘所有する田丸御局（玉丸御局）が、徳川家康から三河・遠江両国の諸湊での諸税を免除されているが、この女性は信意の妻（側室）であるらしい。またこの船は伊勢廻船として運用されていた。

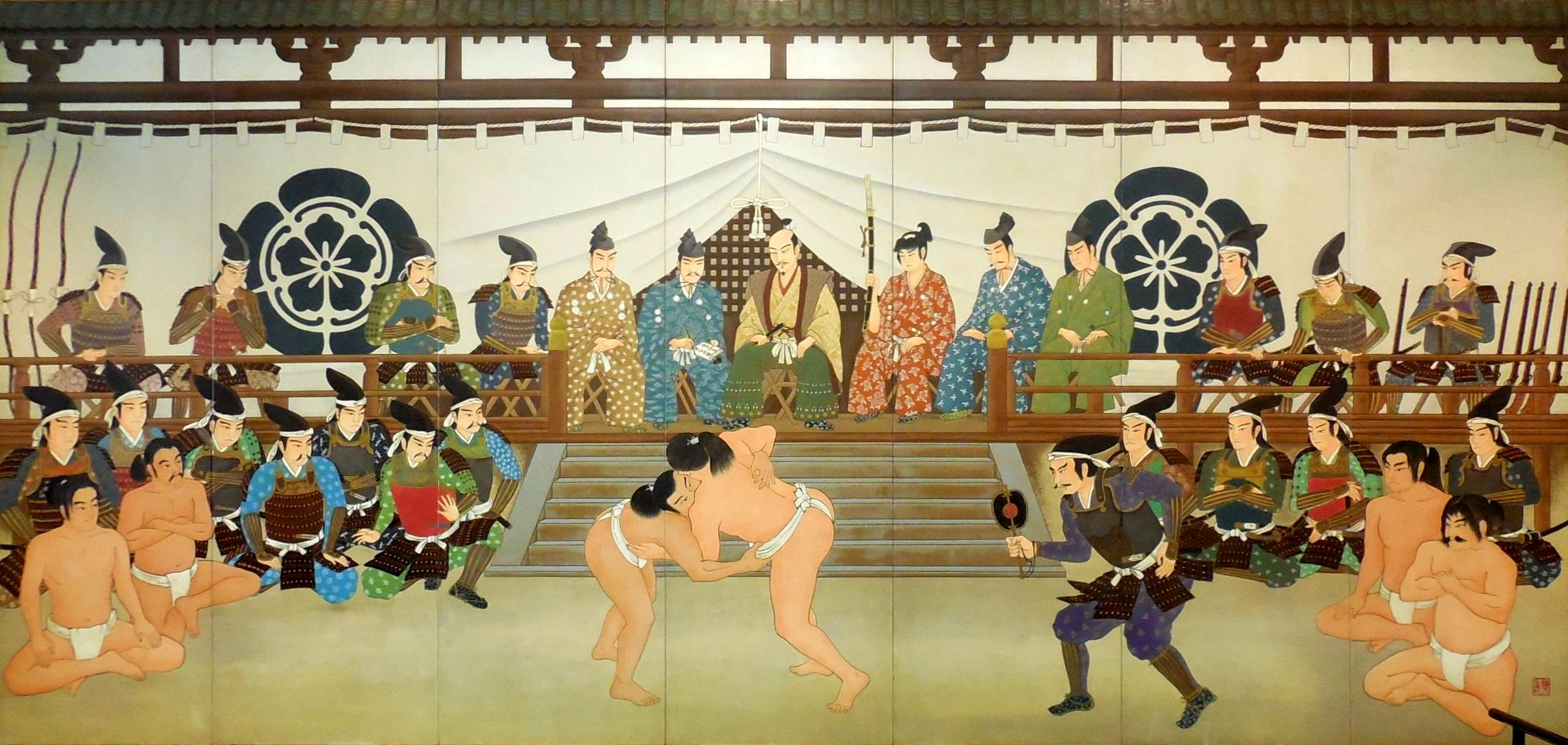
両国国技館にある『織田信長公相撲観覧之図』。この絵が信長公記をもとにしているとすれば、信長の左にいるのは信忠・信意兄弟か。

また、8月15日から信長は安土に1,500人の力士を集めて相撲大会を開催しており、9月9日、帰陣した信忠・信意の兄弟を相撲見物でもてなしている。

同年10月21日、荒木村重が謀反を起こしたので、第二次木津川口の戦いの後、11月9日、信長は播磨表へ出陣して山崎に陣取り、翌日、諸将も出陣した。伊丹城（有岡城）・茨木城・尼崎城など荒木方の諸城が包囲され、信忠・信意・信孝は小野原に陣取った。11月24日に中川清秀が降誘されて茨木城が落城し、27日に信長が古池田（池田城）に陣を移すと中川が挨拶に来たので、信長・信忠・信意・信孝・信澄がそれぞれ中川に褒美の品を与えた。12月11日に伊丹城・尼崎城への攻撃のために再配置が行われ、信意・信包・滝川一益・武藤舜秀は毛馬村に陣取った。攻囲は越年した。

天正7年（1579年）3月4日、信忠・信意・信包・信孝は上洛して、翌5日に信長と一緒に摂津伊丹へ再び出陣した。播磨三木で戦う羽柴秀吉の増援として摂津の陣から諸将が出発したが、4月12日、信忠・信意・信包・信孝も出陣して、検使として猪子高就・飯尾尚清が同行した。

#### 伊賀攻め（第一次・第二次）
同年9月17日、信意は信長や信忠に無断で8,000人を動員して、柘植保重（三郎左衛門）に1,500人の兵を率いさせ、伊勢から隣国の伊賀に三方から攻め込んだ。
ところが、伊賀十二人衆と呼ばれる有力国人に率いられた自治集団である伊賀惣国一揆勢に大敗し、殿軍の柘植保重は植田光次に討ち取られた。摂津伊丹表に出陣中だった信長はこの報せに激怒し、「親子の縁を切る」とまでしたためた9月22日付の御内書を突きつけて叱責した。その書状の現代語訳の内容は以下の通り。
敗戦の後、謹慎していたのであろうかしばらく活動が見られない。

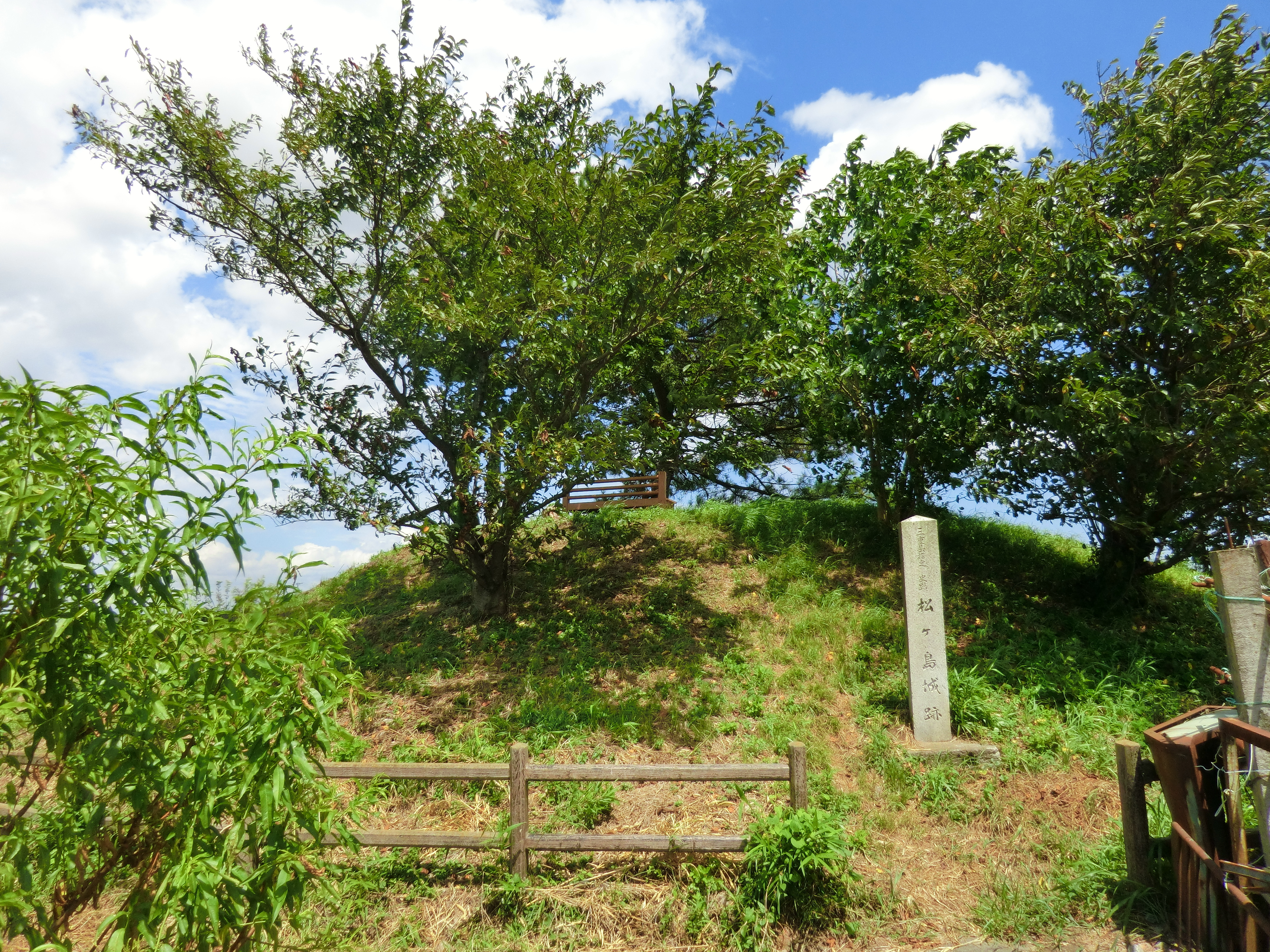
松ヶ島城城址（三重県松阪市松ヶ島町）

天正8年（1580年）、信意の同朋衆であった玄智が金銀を盗もうと火薬庫に放火して田丸城を全焼させ、捕らえられて処刑された。田丸城を失った信意は、伊勢・細頸（ほそくび）の地に城を築いて、松ヶ島城（松島城）と名付けて居城とした。
同年2月と3月の発給文書に信勝との署名があり、この頃に改名したらしい。ただしいつからいつまでかははっきりしない。北畠信意の署名は天正6年頃までは確認できる。5月3日、信忠とともに安土城に赴き、安土の邸宅の普請を指示しているので、父の勘気はすでに解けていたようだ。
天正9年（1581年）正月15日、信長は安土城で左義長（三毬打）を執り行い、連枝衆からは信勝（信雄）・信包・信孝・長益が参加した。2月28日、京都御馬揃えでは、当主の信忠に続いて、信勝は連枝衆として30騎を引率して登場した。信包・信孝・信澄は10騎であり、連枝衆のなかで信忠に次ぐ特別な地位にあったことがわかる。
同年4月13日、信勝は巡察師ヴァリニャーノに会うためにルイス・フロイスの修院（京都）を訪ね、キリシタンになりたいと考えていると述べるが、ヴァリニャーノは信長を追って安土に向かっており、留守であった。
同年7月25日、信忠と信孝とともに安土を訪れて、信勝は信長より北野藤四郎の脇差を受けた。
同年9月、伊賀の柘植宗能（および福地某）などが信長に下ったのをきっかけとして、信長は信勝（信雄）を総大将とする伊賀平定のための遠征を開始させた。出征した日付について、『兼見卿記』では9月2日、『信長公記』『多聞院日記』では9月3日とあり、『蓮成院記録』には9月18日とある。また、遠征の内容についても諸史料によって内容が少し異なる。
『兼見卿記』では、三方からの攻撃で、東から信長と信勝が、北からは信澄・滝川一益・長秀が、南からは筒井順慶が侵攻して、伊賀の地を放火で焼き尽くしたとある。
『多聞院日記』では、甲賀口からは堀秀政を大将にして（信長の）小姓衆・近江衆が南下し、伊勢口からは信勝と一益が、宇陀郡より大和衆が西から進み、信長自身は福富秀勝らと畑口から入って、帰順した降将から差し出された茶道具を受け取っている。同日記によれば、軍勢は1万余。
『信長公記』では、甲賀口からは甲賀衆・一益・蒲生氏郷・長秀・京極高次・多賀常則・山崎片家・阿閉貞征・阿閉貞大・信勝、信楽口からは堀秀政・永田正貞・進藤賢盛・池田景雄・青地元珍・山岡景佐・不破直光・丸岡民部少輔・青木玄蕃允・多羅尾光太、加太口（伊勢口）からは滝川雄利を大将にする伊勢衆および信包、大和口からは筒井と大和衆が、乱入した。
『信長公記』によれば、9月6日に信楽口と甲賀口の部隊が合流して、壬生野城・佐那具城・峯伏城に向かって進んだ。信勝は御代河原に本陣を置いて、一益・長秀・秀政らが周りを固めた。10日、佐那具・峯伏を攻撃して寺院や社殿を含む一帯をことごとく焼き払い、出撃してきた佐那具の敵勢を返り討ちにした。翌日、伊賀勢は退却していったので、諸将を郡ごとにわけて、手分けして平定することになり、信勝は名賀郡（＝阿我郡）を受けもって、これを鎮圧した。11日に伊賀全域の城郭を攻略した後も、伊賀衆の残党狩りに時間を費やし、翌月、信長が巡視に来たときには、信勝は座所を構築してもてなしている。

平定された伊賀国は3郡（阿拝郡・伊賀郡・名張郡）が信勝の所領となり、1郡（山田郡）は信包の所領として分け与えられた。

### 織田家の内紛
天正10年（1582年）正月元旦、安土城に出仕。信長と面会した順番は、信忠に次ぐ2番目で、次が長益、信包だった。同月15日の左義長にも出席し、爆竹を持って出場するようにという指示をうけた近江衆が一番目で、次に小姓衆・馬廻衆、畿内衆と隣国の大名、連枝衆、信長の順番であった。
2月、信忠が甲州征伐に出征すると、3月に信長も出陣した。4月に信濃諏訪神社に禁制を掲げていることから、信長同様、戦闘に加わる機会はなかったようだが、甲州征伐に信雄も従ったようである。また、この同年4月の発給文書に信雄との署名があり、本能寺の変よりも以前に改名していたらしい。いずれにしても同年6月以後のすべての書状には信雄と署名されている。

#### 本能寺の変のあと
天正10年（1582年）6月2日、信長が本能寺で、信忠が二条新御所で、家臣の明智光秀によって討たれた。

変が起こった時、信雄は居城である伊勢松島城にいたが、5日、報せを受けるとすぐに鈴鹿峠を越えて近江甲賀郡土山まで進軍した。ところが、『勢州軍記』によれば、伊賀の国人衆が不穏な動きを見せたためにそれ以上は西に軍を進めることができなかった。蒲生郡日野城で匿われていた安土から脱出した信長の妾子らを助けるのが精一杯で、弔い合戦を挑む余裕がなかったのは、信孝の四国征伐軍に伊勢衆の大部分が動員されていたのが理由であろうと、谷口は書いている。信雄は滝川雄利に命じて再び蜂起した伊賀の一揆勢を鎮圧させた。
6月13日、信孝と秀吉が山崎の戦いで光秀を破って、信長の仇を討った。

6月14日、安土城にいた明智秀満は敗報を聞くと城を出て坂本城へ向かった。その直後に安土城で出火があり、城は焼失してしまった。『太閤記』では秀満が火を付けた犯人としているが、『兼見卿記』では火災は15日のことで、『耶蘇年報』でははっきりと「暗愚」を理由に信雄が火を放ったと書かれているため、信雄の仕業とする説が有力であるが、近在の一揆衆の仕業との説もあり、信雄がいかに狼狽したとしても安土城を焼く動機がないので断定は避けるべきと、谷口は書いている。

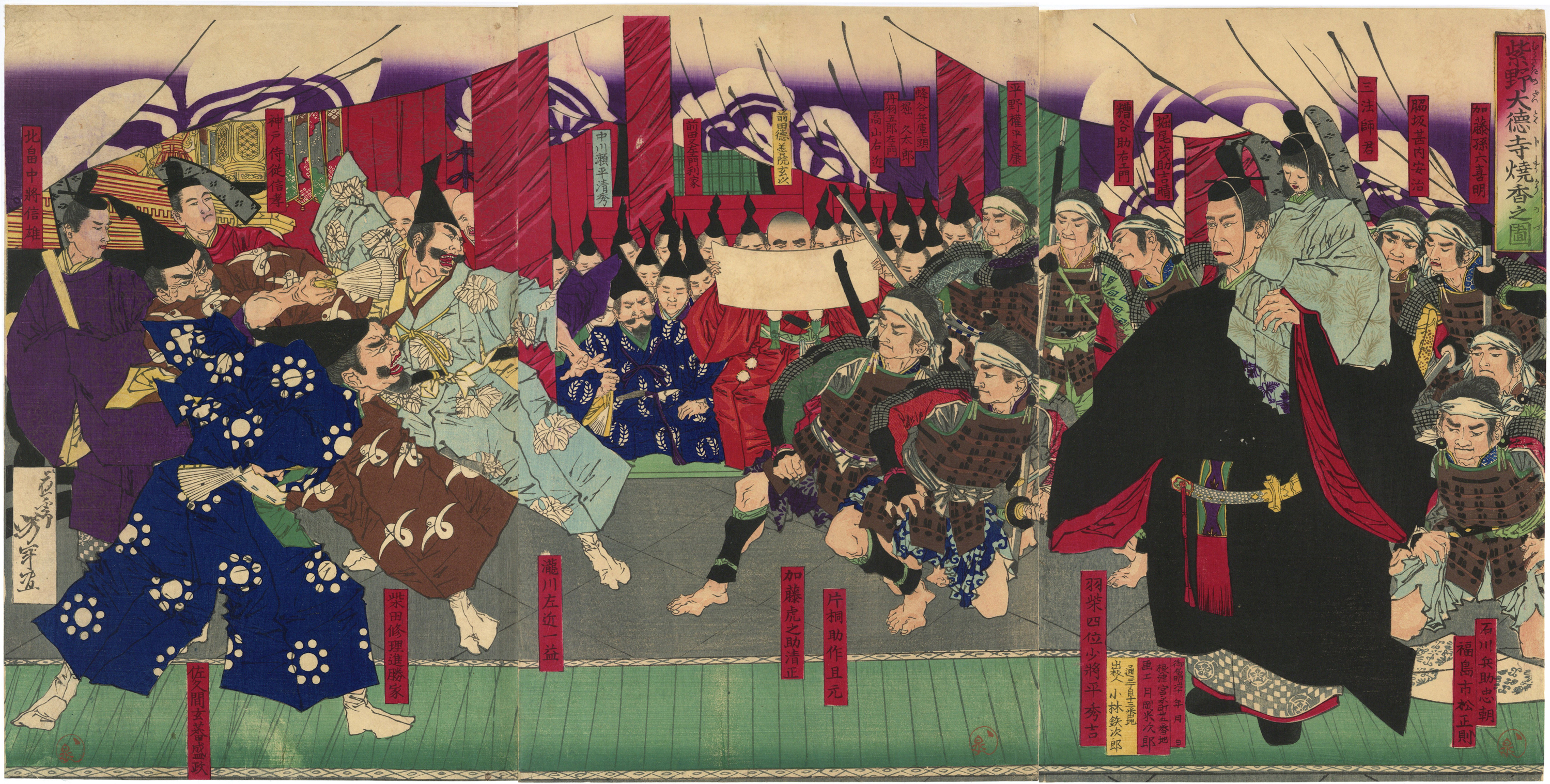
『紫野大徳寺焼香之圖』月岡芳年作。絵本太閤記の一場面。右が秀吉と三法師で、三家老の後ろ、左端の人物が北畠中将信雄、隣が神戸信孝。

6月27日の清洲会議では、信雄と信孝が激しく嗣立を争ったが、織田家督は信忠の遺児・三法師（織田秀信）と定められ、天下人を定めずに4人の織田家の宿老（柴田勝家、羽柴秀吉、丹羽長秀、池田恒興）の合議制とされた。遺領配分では、信孝が美濃国と岐阜城を手にして同城で三法師の後見役（養育役）となったのに対して、信雄は新たに尾張一国を与えられたに過ぎなかった。嫡出の次子として織田家督を望んでいた信雄にとって大いに不満の残る結果だったが、すぐに本拠地を尾張清洲城に移し、尾張・伊賀（三郡）・南伊勢の約100万石を知行した。
9月10日、信雄は甲斐に出陣中の徳川家康に陣中見舞いを送り、家康もこれに謝して家臣高木広正を派遣して駿河名物の蜜柑一箱と鹿毛の名馬とを贈った。
10月、徳川家康と北条氏政と上杉景勝らとのあいだで甲斐・信濃・上野の武田遺領をめぐり発生していた天正壬午の乱が膠着すると、信雄と信孝は連名で旧織田政権の同盟相手であった家康と氏政の双方に対して和睦を仲介した。

#### 弟・信孝の殺害
清洲会議の後、信孝と柴田勝家が接近したことから、信雄は信孝との対抗上、秀吉に与することになった。同年（1582年）10月28日、宿老の内の3人である秀吉・長秀・恒興は、清洲会議の決定事項を反故として結託し、信雄を当主として擁立した新しい主従関係を結んだ。
12月2日、秀吉は、信雄をもり立てて、三法師を奪還することを名目に挙兵して、信孝の籠もる岐阜城を包囲した。雪で道が閉ざされていて勝家方の援軍が期待できなかったことから、同月20日、信孝は三法師を引き渡し、人質を差し出して降伏した。このときに神戸方の美濃衆から離反者がでたが、坪内利定や吉村氏吉らは信雄に属した。同月26日、秀吉・長秀・恒興の三宿老は、信孝の家臣・伊勢神戸城主の小島民部少輔に書状で信孝と信雄とが和解したと伝えて、（柴田・神戸方の）滝川一益が築いた砦を民部少輔に命じて撤去させている。
またこの頃、信長の横死を知った北畠具親が、備後国より5年ぶりに南伊勢に帰国して、安保大蔵少輔・岸江大炊介・稲生雅楽助ら旧臣を集めて、（遺棄されていた）五箇篠山城に立て籠もった。同時期に信雄は岐阜城の包囲に加わっていたようで、不在の隙を突いた蜂起であった。北畠残党は12月31日に大河内城にも達して城下に放火して焼き討ちを行ったので、翌天正11年（1583年）正月元旦、信雄は南方衆の津川義冬（玄蕃允）・田丸直昌（中務大輔）・日置大膳亮らに討伐を命じた。攻撃に対して五箇篠山城の守りはもろくも崩れ、2日夜、具親は城を脱出した。しかし具親は伊賀で再び一揆を扇動したので、信雄は滝川雄利を伊賀にも派遣した。雄利は蒲生氏郷の加勢を得て土山城を陥落させた。信雄は鎮圧に成功した雄利に伊賀一国を与えると土山城に入れた。こうして北畠最後の抵抗も潰えたのである。
同年（1583年）1月18日、信雄は三河を訪れて岡崎城下で家康と会談した。（松平家忠の『家忠日記』によると）信雄は柴田・羽柴の争いについて家康の助言を求めたという。
1月23日、信雄は三法師の後見役として安土に入った。信雄は三法師の代理をする実質的な織田家督であるとして、閏1月4日歳首を祝い、秀吉や筒井順慶らからの礼を受けていて、秀吉は（この時期はまだ毛利・小早川家は羽柴に服属していない）小早川隆景にも書状（1月17日付）を出して信雄が信長なきあとを継ぐのだと説明している。秀吉は信雄を名目上の主君として自身の野望を隠すカモフラージュとした。

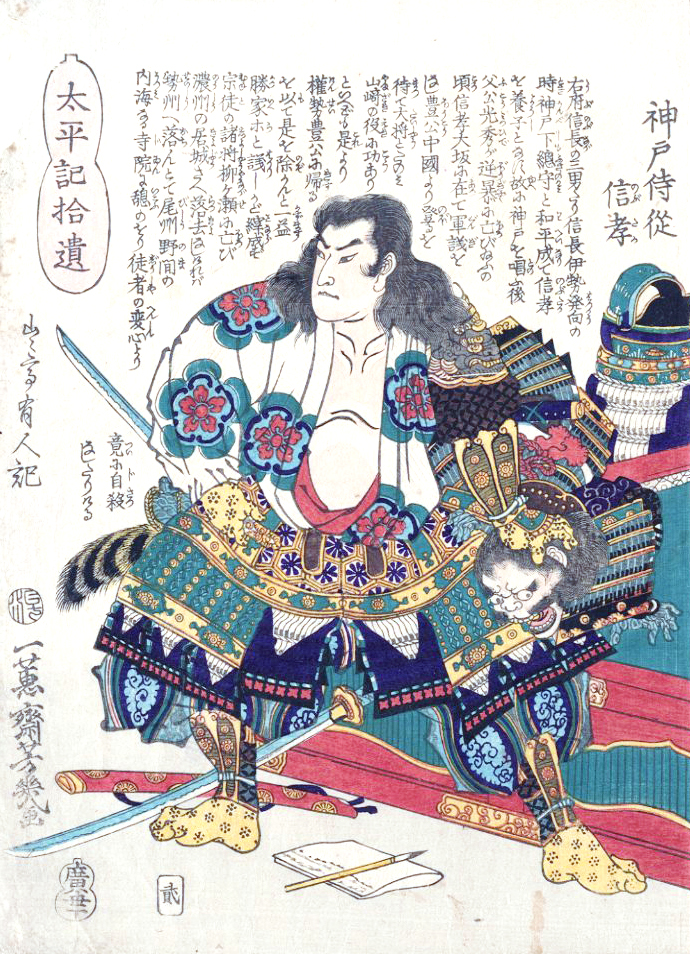
神戸侍従信孝（落合芳幾作）

2月、秀吉は勝家に与する北伊勢の滝川一益を攻めることにした。信雄は2月10日に出陣することを美濃の吉村安実(又吉郎)に告げている。3月2日、佐治新介（滝川益氏）が籠もる亀山城が落城すると、翌日、秀吉は信雄を亀山で出迎えて、蒲生氏郷らには引き続き峯城の攻略を命じた。柴田勝家は一益に呼応して、3月10日には柳ヶ瀬北方の内中尾山に出陣。伊勢から軍を返した秀吉は、3月17日、賤ヶ岳一帯の高地を占領して、木之本に陣した。
なお、この天正11年春に些細なことで信雄の勘気を被った丹羽氏次が所払いになり、出奔して徳川家康を頼った。4月3日、信雄は伊勢の戦況を家康に手紙で伝えており、家康は信濃国佐久郡、小県郡を平定したと報告していて、両者は緊密に連絡を取り合う関係にあったが、家康は同時に信孝や秀吉とも親交を続けていた。

4月16日、岐阜城の信孝が再び挙兵した。この動きを知った秀吉はすぐさま大垣城に入城したが、雨のために揖斐川を渡ることができなかった。同月17日、包囲下にあった峯城の滝川儀太夫（益重）が信雄に投降した。同月20日から21日にかけて賤ヶ岳で戦闘があり、羽柴勢は先制攻撃してきた佐久間盛政を賤ヶ岳で撃破し、正午ころ勝家の本営を攻め破ってこれを越前に敗走させた。
なお、越前北ノ庄城の落城後、叔母のお市の方の三人の娘を引き取って後見して面倒をみたのは秀吉ではなく信雄であったともいわれており、三姉妹の長女の茶々は別の叔母のお犬の方（前佐治信方室）が一時世話をしていたようであるが、同三女の江を佐治一成に嫁がせたのも秀吉ではなく信雄であったとされる。天下のことはともかく、織田の家督を統べる信雄が家政は仕切っていた。
5月2日、信雄は美濃へ入って信孝の籠もる岐阜城を包囲した。すでに前月24日には柴田勝家は自害しており、信孝勢は意気消沈していたので、信雄はそれを察して和議を申し出て尾張に退くように甘言した。信孝は兄を信じて長良川を下って尾張知多郡に奔り、野間（愛知県美浜町）の内海大御堂寺に落ち延びたところで、信雄の命を受けた中川定成（勘右衛門）によって切腹を勧められ、やむなく自害することになった。
同5月、信雄は、家臣の林正武（林与五郎）に神戸城を与えるとし、林は（信孝の異父同母兄の）小島兵部少輔を攻め滅ぼして城を奪うと、神戸氏を称して神戸与五郎を名乗った。残るは伊勢長島城に籠もる滝川一益だけとなった。北伊勢5郡を信雄に差し出して投降したようだが、一益の降伏時期はわからない。7月3日には剃髪して秀吉に朝山の絵を献上しているから、それ以前であったのだろう。
信雄は北伊勢・伊賀を所領に加え、峯城を佐久間信栄に、長島城を天野雄光（周防守）に、薦野城（菰野城）を土方雄良（雄久）に与えた。

### 秀吉との決裂

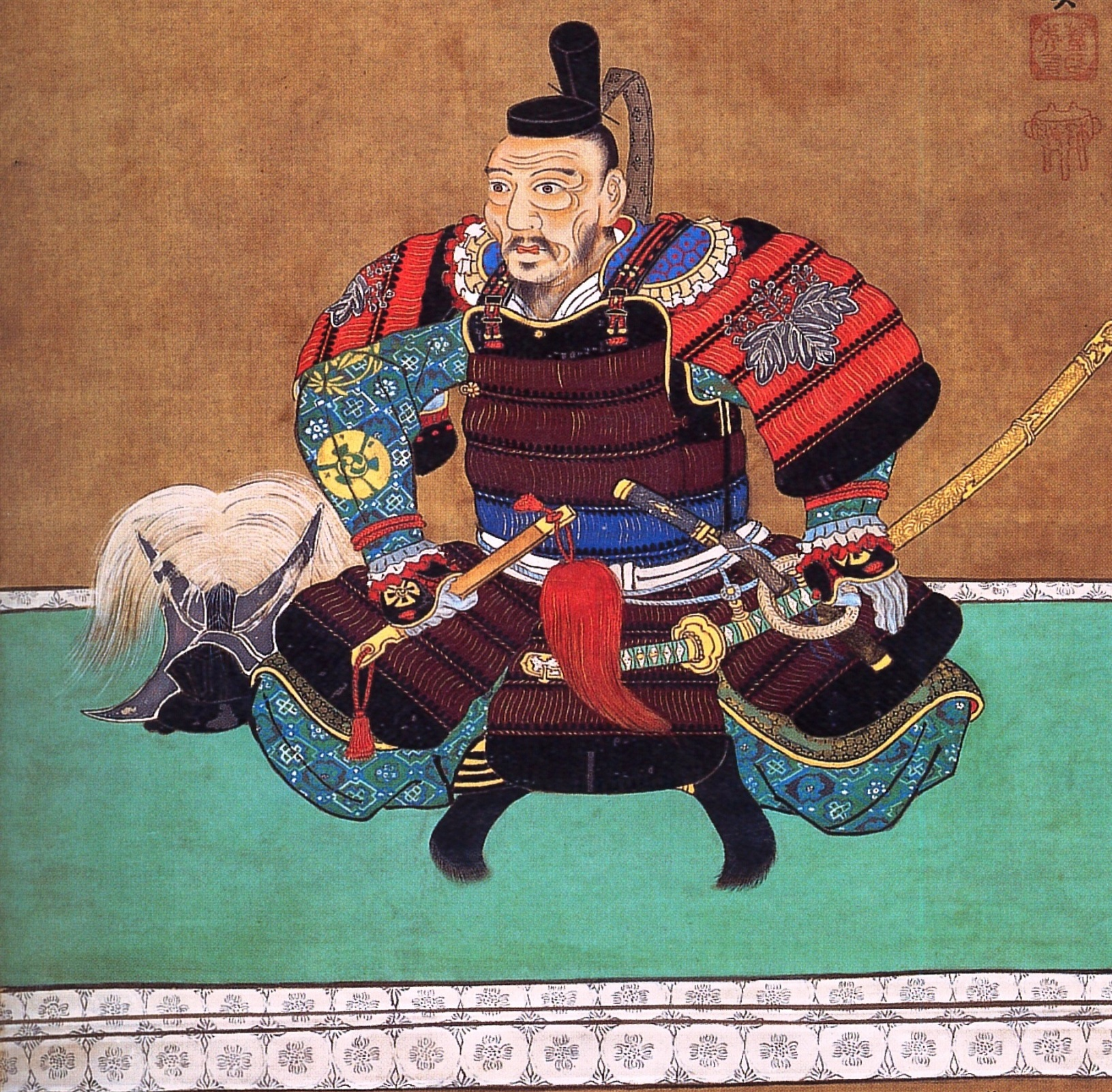
豊臣秀吉像の一部。狩野随川作。（秀吉清正記念館蔵）

天正11年5月21日、信雄は前田玄以を京都所司代に任命したが、何事も秀吉の指示に従うようにと書いており、（降伏したものの秀吉に敵対的だった）佐々成政が新発田重家に出した手紙でも信雄が織田家の跡を継いだが秀吉が万事を指南していると書かれている。天下人としての実権は秀吉が握り、信雄が傀儡であることは周囲に広く認識されていたことが伺われる。
7月頃からは信雄は馬蹄形の朱印「威加海内（いかかいだい）」を用いている。
9月、秀吉は大坂に新城を築いて諸将に号令を出す根拠地とし、次第に主筋である信雄をなおざりにする態度に出た。信雄も秀吉の意図を察して冬ごろに両者の関係は悪化した。
11月16日、近江の園城寺（三井寺）で、信雄は内大臣の近衛信尹と会見をした。同月20日、『家忠日記』によると信雄が切腹したという怪情報が三河に流れたので、すぐに確認したが何事もなかったという記述がある。
天正12年（1584年）正月、池田恒興（勝入）と蒲生氏郷らは、信雄と秀吉の不和を調停するべく、三井寺において両者の会見の場を設けた。秀吉はまず信雄の老臣、尾張星崎城主岡田重孝、伊勢松ヶ島城主の津川雄光（義冬）、尾張苅安賀城主の浅井長時（田宮丸）、滝川雄利の4名を大坂に招いて、密談の後に起請文を書かせたが、雄利のみこれに応じずに戻って報告したので、信雄は3名は秀吉と通じたとして怒った。三井寺での会見では、秀吉はこちらは恩こそあれ怨みはないのに信雄が自分を殺そうとしていると非難し、信雄は否定したが、秀吉は夢でそれを知っているのだといって聞き入れず、物別れとなって信雄は急ぎ伊勢長島城に戻った。
2月、尾張（清洲城）の信雄のもとに遠州浜松城の家康より酒井重忠が密使として派遣された。秀吉との決裂は避けられないとして、信雄と家康は同盟を結んだ。
3月6日、長島城に岡田・津川・浅井を呼び寄せて秀吉に内通した疑いで誅殺した。岡田は土方雄久が、津川は飯田正家（半兵衛）が、浅井は森久三郎（森勘解由、毛利伊勢守）が斬った。信雄はまさに秀吉に謀られて股肱の家臣を失ったのであるが、これは同時に秀吉への宣戦布告も意味した。
藤田達生は、山崎や賤ヶ岳で勝利した秀吉が信長の政権を直接継承したわけではなく、信雄が秀吉に臣従するまでが、親子2代の織田政権（安土幕府）であったとする見解を示している。であるならば、秀吉の天下取りには両者の対決が避けられぬ事態だったことになる。

#### 小牧・長久手の戦い
3月7日、信雄は織田信純を土佐に派遣して、香宗我部親泰に手紙を送り、長宗我部元親に家臣誅殺の一件と羽柴秀吉と絶交したことを告げて、軍事援助を要請した。北陸の佐々成政が前田利家・丹羽長秀らを襲い、四国の長宗我部は毛利勢を牽制しつつ淡路から大坂を突いて、雑賀衆・根来衆・本願寺勢と共同することが期待された。同7日、信雄に呼応して家康はすでに浜松城を出陣しており、岡崎、矢作、阿野、鳴海と進んで、12日には山崎（愛知郡）に陣をしいた。
3月8日夜、秀吉は親しくした3人の信雄の重臣が殺害されたという報告を聞いて激怒して、各地の配下に出陣の準備をするように下知を飛ばすと、富田知信を派遣して、信雄に説明に来るように要求したが、拒まれたので、15日、尾張表への出陣を号令した。
一方、信雄は松ヶ島城を滝川雄利に与えたが、受け取りに行った雄利の家臣は津川の家臣に入城を拒まれたので、雄利と木造長政の軍勢で城を包囲して攻略した。滝川雄利は日置大膳亮とともに松ヶ島城の守りについた。苅安賀城は浅井を討った森久三郎に与えられた。星崎城でも重孝の弟の岡田善同ら家臣が抵抗し、信雄方の山口重政（重孝の妹婿）を追放して城に立て籠もったので、信雄は徳川勢からも兵を借り、（信雄家臣の）刈谷城主の水野忠重・勝成親子とで攻めさせ、激戦であったが17日に星崎城を攻略した。
3月9日、蟹江城主佐久間信栄（正勝）・山口重政は伊勢に派遣され、（羽柴方の）関盛信・一政父子の守る伊勢亀山城を攻撃したが、容易に落とせなかったので、修復工事中だった峯城へと後退した。中川雄忠（定成）と関甚五兵衛が援軍として伊勢に向かった。
3月10日、信雄は美濃大垣城の池田恒興と兼山城の森長可に援助を要請したが、同じ頃、秀吉も家臣尾藤知宣を派遣して2人を説得しようとしていた。池田家中でもめたが、伊木忠次が秀吉に助力するべきだと勧め、さらに秀吉より津田隼人佐（信季）が派遣されて、美濃・尾張・三河の三カ国を恩賞として与えると約束して甘言したので、池田・森両名は信雄の要請を断わって秀吉に与することになった。秀吉は、水野忠重と（前述の家康家臣）丹羽氏次も誘降したが拒絶されて、尾張黒田城主に転じていたいた元傅役の沢井雄重（吉長）も再三の誘いに応じなかった。
同10日、羽柴方の近江・伊勢勢である織田信包・堀秀政・蒲生氏郷・長谷川秀一・日根野弘就・滝川一益（＝この時は羽柴側）らが1万余で峯城を攻撃してきた。城の防備が不十分だったので佐久間信栄は打って出る決断をしたが、滝川一益に要撃されて敗退し、関甚五兵衛が戦死。信栄は城を捨てて撤退した。13日夜、伊勢に援軍に行ってで手薄になっていた犬山城を、かつてこの城を治めていた池田恒興とその子・元助が急襲して占領した。留守居の中川清蔵主（雄忠の叔父）が敗死した。14日夜、中川雄忠も急ぎ犬山に戻る途中で私怨をもって狙っていた池尻平左衛門によって殺害された。水野勝成（この当時は家康家臣）は桑名城へ援軍のために移動した。翌日、犬山城の陥落を知って、酒井忠次・水野忠重らも美濃口からの侵攻に備えるために桑名城の守りに加わった。

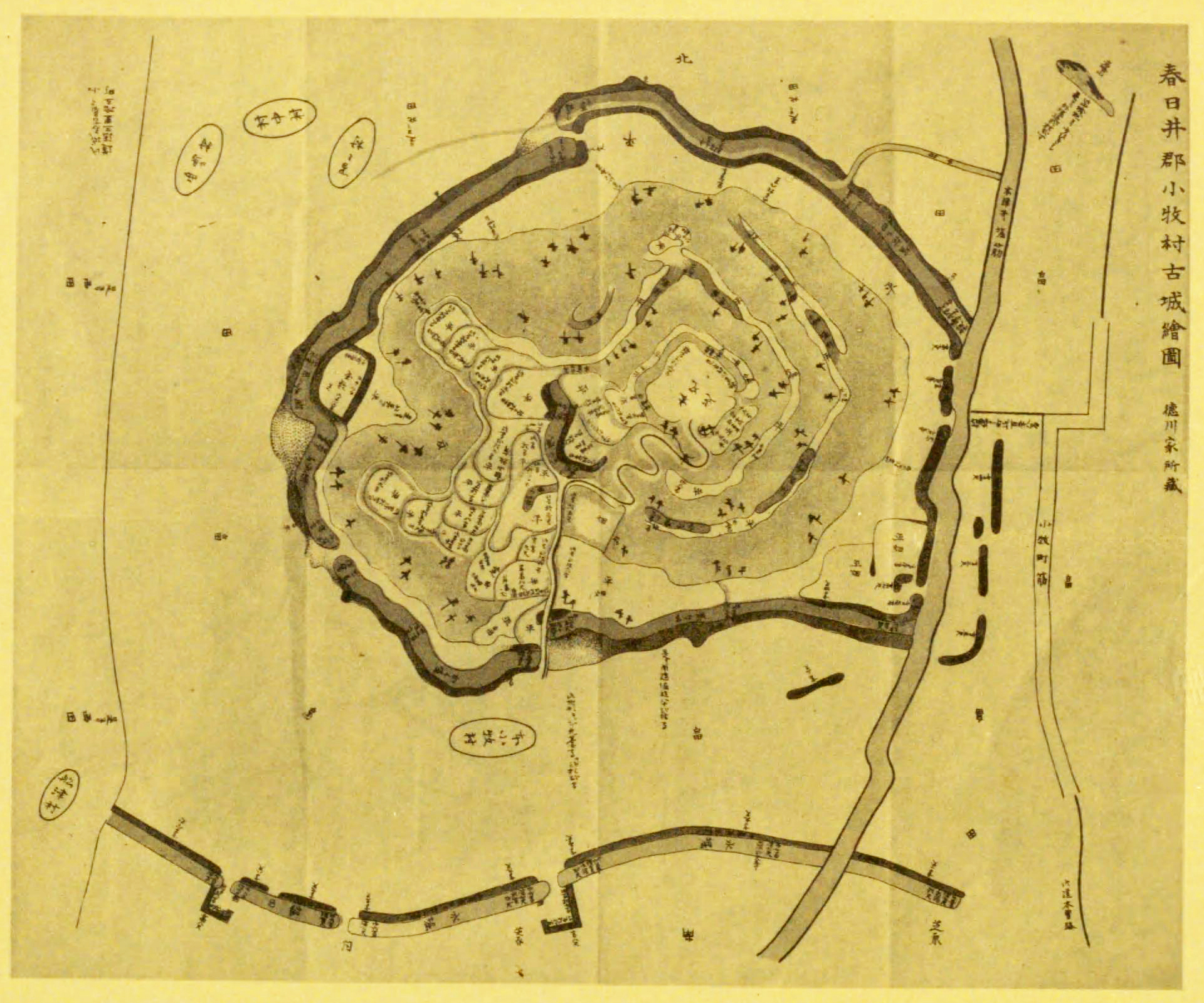
春日井郡小牧村古城絵図（尾張徳川家所蔵）

3月14日、信雄は清洲城で家康と面談して作戦会議を開いたが、榊原康政が進み出て、濃尾の境界にある小牧山に堡塁を築いて本陣とするように進言して採用された。小牧山には信長時代の城の遺構があり、22日までに野戦築城はほぼ完成した。信雄は長島城へ戻って伊勢方面を警備した。
3月16日、岳父恒興の戦功を羨ましく思った森長可は、軍目付の尾藤知宣とともに、自らも手柄を立てようとして犬山城よりも前進して羽黒の八幡林に陣をしいた。敵情偵察をしていた酒井忠次がこれを発見。早速、家康に攻撃の許可を受ける。酒井は天野雄光に道案内をさせ、翌日明け方に松平家忠・松平家信・奥平信昌・本多康重らと奇襲した。奥平が五条川を越えて突撃を開始するが、森・尾藤は勇戦して押し返す。しかし三河勢を侮って深追いし、酒井らに背側を攻撃されて大混乱に陥って敗走した。（羽黒の戦い）
同16日、羽柴秀長・羽柴秀勝・織田信包・蒲生氏郷・筒井順慶らが、滝川雄利の籠もる松ヶ島城を包囲した。翌日、志摩の九鬼嘉隆と岩出城主の田丸具安は共に信雄を離反して羽柴方についていたが、水軍衆を率いて参陣し、海路を封鎖した。守備側は日置大膳亮と服部正成（徳川方増援）らが時折打って出て寄せ手を苦しめたが、兵糧が尽きたことから慶宝尼の周旋で守兵は退去することになり、29日、海路で尾張に退却した。滝川雄利は長島城へ退いた。
3月21日、秀吉は大軍を率いて大坂を出立して、27日に犬山城に入った。28日、家康も清洲城を内藤信成・三宅康貞にまかせて小牧山に入り、翌日には信雄も小牧山の陣に合流した。4月4日、秀吉も岩崎山に堡塁を築いて「向城（むかいしろ）」として対峙し、楽田城に本営を置いた。両陣営が多数の砦を築いて膠着状態となった。同じ4月4日、信雄は家康とともに保田安政（佐久間安政）を招いて書を与え、紀伊で根来衆と岸和田を攻撃するように託した。

4月9日、別働隊による局面打開を主張する池田恒興に押し切られ、秀吉は三好信吉（秀次）を大将とする部隊が三河討ち入りするのを許可した。未明、長久手を過ぎて藤島方面において、岩崎城を守ってした丹羽氏次の弟・氏重がこの池田・森・三好の軍勢を発見して、味方の徳川方に通報すると共に小勢で打って出てきたので、池田の先手の伊木忠次と片桐半左衛門が氏重を返り討ちにして城を攻略した。同じ頃、家康6千と信雄3千はすでに小幡城を出撃していたが、攻城のために立ち止まった敵を迂回して側面に回り込んだ。別働隊の水野忠重や榊原康政ら徳川勢は氏次の教導によって、白山林で休息中だった信吉の隊（後衛）を奇襲した大敗させた後、家康と信雄の本隊がここに割り込むようにして池田・森隊（前衛）の退路を塞いで背後から攻めたので、逃げ場を失った羽柴方の池田父子や森長可らが多数の討ち取られた。秀吉は報せを聞き、すぐに出陣して長久手に向かったが、小牧山にいた本多忠勝ら少人数の留守居部隊に妨害され、家康と信雄の本隊が小幡城へ無事に引き上げるのを許した。秀吉はすぐに小幡城を攻撃しようとしたが稲葉一鉄らが止めたので翌朝に延期するが、家康は夜襲をしようという本多忠勝の意見を退けて夜のうちに比良から小牧山へと帰還したので、再び両軍がにらみ合う状態に戻った。
4月22日、家康が東へ出撃して二重堀砦に迫って挑発したが、秀吉は敵が先に攻撃するまで応じるなと命じて自重させた。（部隊撤収のため）警戒の緩んだ26日深夜、信雄は二重堀砦（長岡忠興・木村重茲・神子田正治・黒田孝高・明石則実）の兵が少なくなっているのをみて、夜襲を敢行した。長岡らの活躍で砦は防衛されて撃退されたものの、夜襲自体は織田勢の勝利に終わり、多くの敵の首級を取った。（二重堀砦の戦い）

#### 蟹江城の戦い
5月1日、秀吉は小牧表の砦群を部下に任せて撤退し、3日、富田の聖徳寺に本営を移した。これに対応して、信雄も長島城へ帰還した。また、同月2日、信雄は、羽柴秀勝が尾張竹ヶ鼻城を攻撃しようとしていると警告して、守将不破広綱に守りを固めるように指示した。

5月4日、秀吉は現地を視察して竹ヶ鼻城に対して水攻めの準備をするように命じ、まず加賀井重宗・重望父子の籠もる美濃加賀野井城から攻めさせた。羽柴方の長岡・蒲生隊の攻撃は激しく、守備側は和議を求めたが受け入れられなかったので、6日未明に城門を開いて打って出て、信雄方の援軍・林十蔵ら多数がが討ち死にしたが、残りは脱出できた。9日、信雄方の織田信照が守る奥城が開城した。10日、堤防が完成して完全に包囲された竹ヶ鼻城は水没したので、6月7日、不破広綱は万策尽きて羽柴方の一柳直末を介して和議を請い、10日、城を開け渡して清洲城へ撤退した。
6月12日、家康は小牧山を酒井忠次に任せて清洲城に退いた。6月13日、秀吉は敵が援軍に来ることを期待していたが、家康・信雄がいかなる挑発にも応じないのをみて、大垣城に撤収し、21日には近江に、27日には一旦大坂へと帰還した。
また同じ6月、秀吉は（信雄から奪った）松ヶ島城と南伊勢5郡12万石、それに大和宇陀郡3万石を併せて、15万石の大名として蒲生氏郷を封じたが、この裁定に木造具政・長政親子ら南伊勢の諸豪族（旧北畠家臣）は従わずに蜂起。木造城を捨てて戸木城を中心にして各地で戦い、信雄と秀吉の和睦成立後の10月に明け渡すまで城を守り切って、長期にわたる激しい抵抗を見せた。

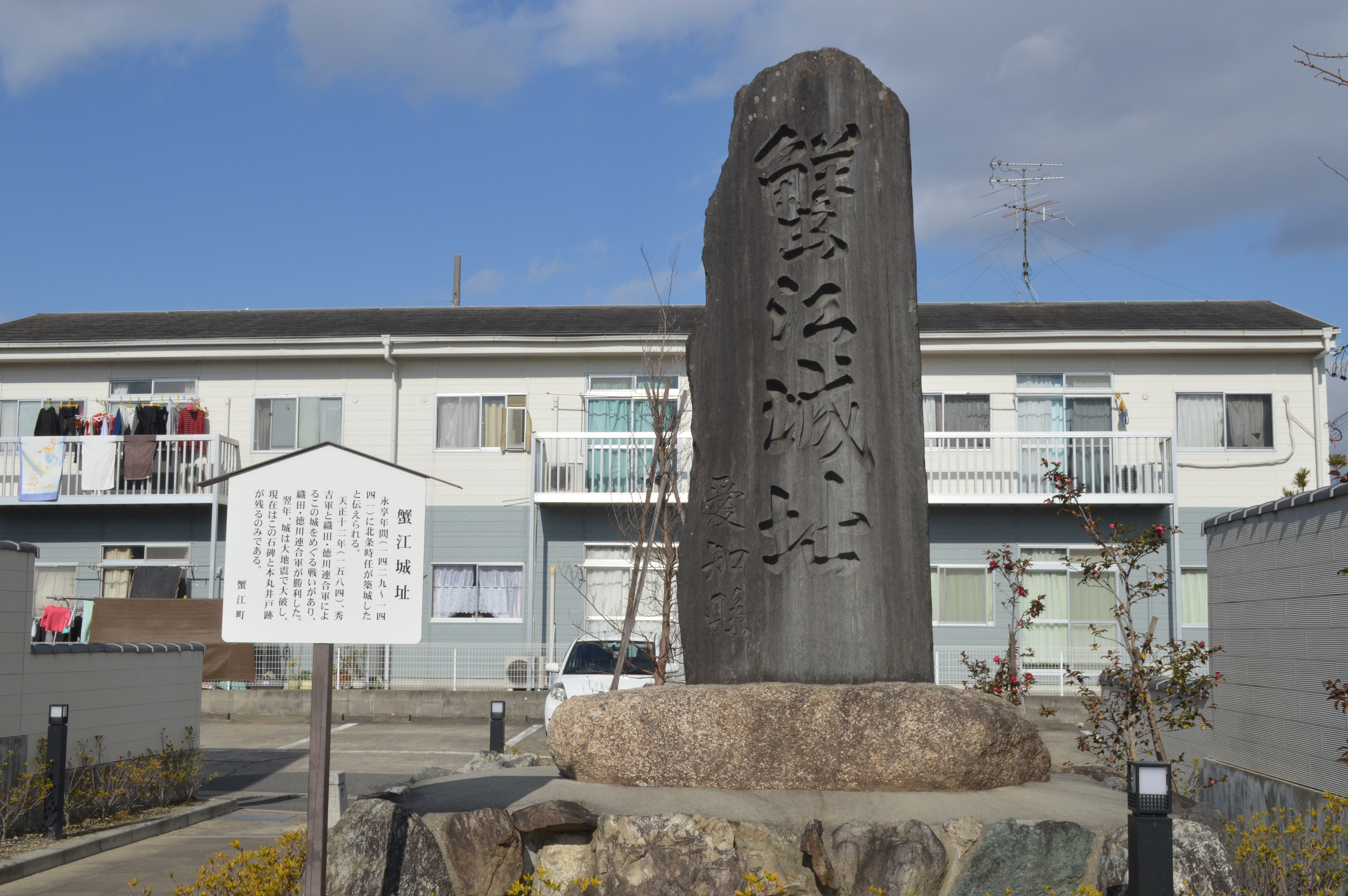
蟹江城址（愛知県海部郡蟹江町）

一方、滝川一益は旧領の北伊勢・尾張長島方面に派遣されていたが、蟹江城の城主は前述のように家老の佐久間信栄（正勝）であったが、信雄が廃城になっていた萱生城を修復して要害とするように命じたので出張中で、前田与十郎（前田種利または長定）が留守居を守っていた。一益は、この種利が従兄にあたることから羽柴方の味方になるように調略して説得に成功。支城の前田城を守る前田長種と下市場城を守る前田与平次（前田定利）がこれに呼応することになったが、大野城を守る山口重政だけが応じなかったので、6月15日夜、一益は九鬼嘉隆と謀って海路から大野城を攻撃した。ところが重政は川岸で要撃して激しく抵抗し、急を聞きつけた井伊直政が援軍に軍船を出して川を封鎖したので、九鬼勢は上陸もできずに引き下がった。信雄は報せを聞いて梶川秀盛・小坂雄吉を大野城の援軍に送った。16日、一益は軍船で近くに上陸して蟹江城に入城しようとしたが、直政・水野勝成らに阻まれ、かろうじて滝川一忠らの部隊が入城できただけで、本隊は蟹江沖で待機せざるを得なかった。家康と信雄は協議して、榊原康政・織田長益をそれぞれ派遣して下市場城を攻撃させることになった。一益・嘉隆は下市場城に船で援軍を送ろうとしたが、岡部長盛（徳川方）と信雄方の重政が途中でこれを妨害して、九鬼の番船を奪って嘉隆の甥（弟）の九鬼長兵衛を捕らえた。蟹江沖で待機する一益は、蟹江城は孤立して危険になったので城から味方を脱出させようと考えた。ところが、信雄が大船数隻を率いて攻撃してきて、九鬼勢の船が敗退してしまったので、やむなく脱出を中止せざるを得なくなり、逆に一益が蟹江城に入って味方と合流し、ともども包囲されることになった。この戦いで信雄は、一益の馬印を奪い、多数の首を取る大戦果を上げた。18日午後、榊原康政・織田長益が攻撃した下市場城が落城し、前田定利は山口重政の家臣の手で首を討たれた。家康は同城守備に岡部長盛を入れた。
21日、秀吉が再び出馬して近江に至ったという注進があり、信雄と家康は22日に蟹江城を力攻めした。南の大手海開門からは榊原康政・松平家忠・丹羽氏次（徳川方）と天野雄光（信雄方）が、東の前田口からは家康が指揮して松平康忠・本多忠勝・石川康通と服部正成の伊賀組が、西の乾口からは信雄の本隊と大須賀康高・水野忠重（徳川方）が、三方から総攻撃を行って激しく寄せた。滝川一益も1,000名ほどの軍を三つ（谷崎忠右衛門・日置五左衛門・滝川法忠）にわけて激しく抗戦したが、劣勢のため兵を引いて二の丸に集結させようと三の丸を放棄した。寄せ手は三の丸を占領して物見櫓を建て、そこから本丸と二の丸を銃撃したので、城内では士気が次第に低下していった。23日、石川数正と安部信勝が信雄勢とともに前田城を急襲したので、前田長種は講和して開城し、美濃に退いた。29日、信雄が織田長益家臣の鳴海喜太郎を使者として一益に投降するように促すと、一益は喜んで津田藤三郎を派遣して交渉させるが、家康が出した条件は謀反人・前田与十郎の首を差し出すことだった。一益はこれを受け入れて誓書を出した。

7月3日、一益は滝川詮益と津田藤三郎を人質として相手側に預け、家康は大須賀康高を城に入れて人質とした。前田与十郎は身の危険を察して逃走しようとしたが捕まって殺害され、一益はこの従兄弟の首を差し出して開城。人質交換を終えて伊勢に帰還しようとしたが、木造城（または神戸城）の富田一白は秀吉の許可なく開城したことを不審に思い、入城を拒否した。しかたなく惨めな敗北となった滝川一益は京都妙心寺に落ち延びることになった。家康は蟹江城に佐久間信栄を戻し入れ、前田城と下市場城は破却させた。5日、信雄と家康は桑名に陣をしき、神戸、白子を巡視した後、浜田（浜田城）に塁を築かせて滝川雄利と三雲成持に守らせた。12日、木造長政が雲出川を渡って須ヶ瀬（須賀）に出撃して蒲生郷成と交戦し、長政は傷を負ったが木造勢は逆襲して蒲生勢を撃破して、戸木城に帰還した。13日、家康は桑名城に石川数正を入れると、清洲城に帰還した。

#### 単独講和

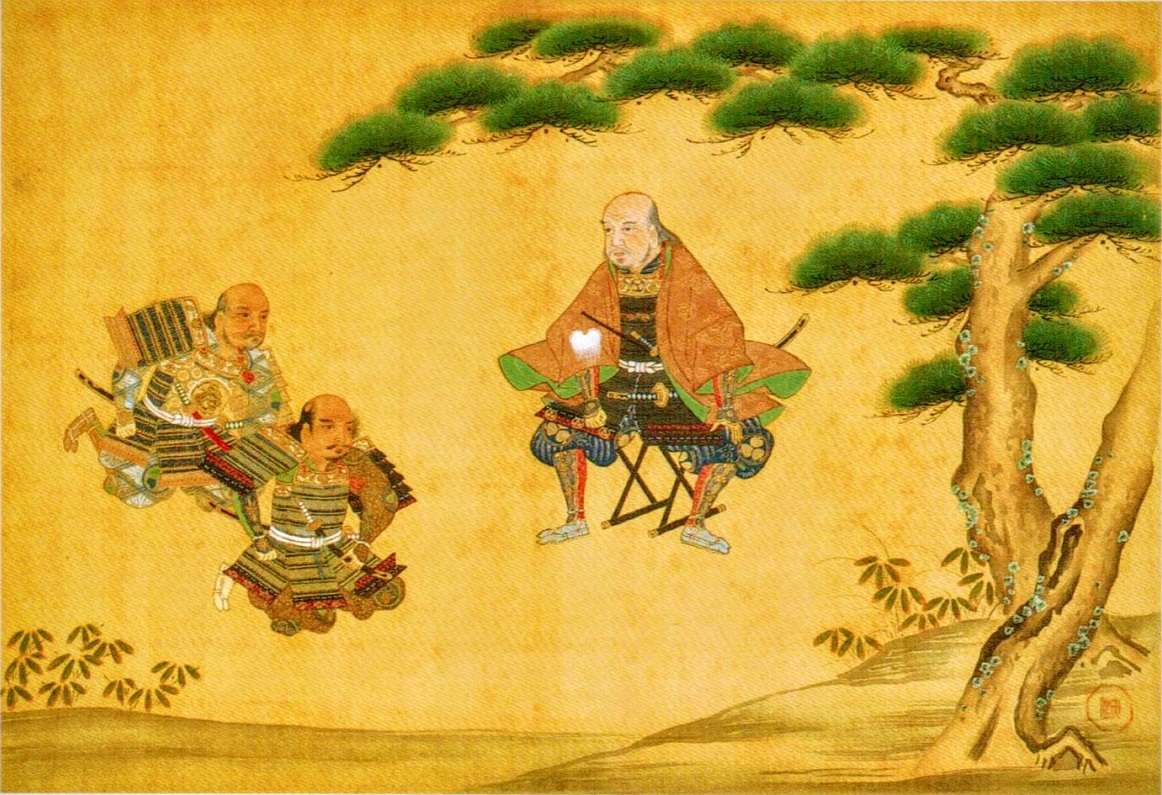
家康長久手陣中図（徳川美術館所蔵）

8月、秀吉は再び出陣して美濃に入り、27日に二宮山に登って敵情を視察して翌日小折に迫り、信雄・家康連合も清洲城から岩倉城に出て対峙した。秀吉は配下の武将が度々敗戦したことを鑑みてか、9月2日、丹羽長秀を介して信雄・家康との調停を試みることにした。信雄と家康の側でも、あてにしていた長宗我部氏や北条氏の援軍は来ずに心もとない状況ではあったが、秀吉の一方的な要求（信雄の娘、家康の次男と弟、石川数正・織田長益・滝川雄利の子を人質に出して、尾張で会見に応じよというもの）は受け入れがたく、6日に物別れになり、両軍はまた全軍を上げて対峙した。
9月15日夜、包囲されている戸木城から刈田のために出てきた木造勢に対して、蒲生氏郷・織田信包勢が要撃したが押しまくられ、氏郷が危うく九死に一生を得るという敗北を喫した。（刈田夜合戦）
9月17日、秀吉は兵を大垣へと引き上げると、近江坂本・京都を経由して、10月6日に大坂に戻っていった。このため10月中旬には家康も各所に守備を残して岡崎城に帰還し、信雄も長島城に戻った。するとこれを見た秀吉は、10月20日に近江坂本に至り、今度は方向を南に転じて23日に伊勢羽津に陣をしくと、縄生城に蒲生氏郷を、桑部城に蜂須賀家政を入れて守らせた。信雄がこれを清洲城の酒井忠次に急報したので、11月9日、家康は清洲城に出陣して、酒井忠次を石川数正のいる桑名城に援軍として送った。
なお、10月下旬、戸木籠城戦は一身田専修寺の尭慧大僧正が和睦の仲介に入って終了した。木造長政が城を蒲生勢に明け渡して退くと、信雄は員弁郡で10,270貫の土地を与えたので、長政はここに田辺城を築いて移り住んだ。
4度目の出陣を空振りに終わらせたくない秀吉は、今度は長島城にいる織田信雄にしぼって和議を申し込むことにした。11月7日、信雄が自分を害そうとしたから戦いになったのであり、信長に大恩のある自分としては本意ではなかったと秀吉は言い、側近の富田一白と津田信勝を派遣して和議の交渉にあたらせた。2人が足立清左衛門（信雄家臣）を取次として口上を述べると、長い戦乱に疲れていた信雄はこれを喜び、同盟者である家康とは協議することなく、下記の条件で快諾した。
11月11日（※15日とも）、伊勢矢田河原にて、秀吉は信雄と会見することになった。町屋川を越えてくるというので、秀吉は床几に腰を下ろして信雄が来るのを先に待ち構えていた。馬で来た信雄は秀吉を見て下馬したが、18メートル（10間）まで近づいて来たところで、秀吉は砂上に膝をついて平伏すると「今日再度天日を拝し、此の恩を忘るべからず」（『改正三河後風土記』）あるいは「唯今いかが仕り候やらん、戦ひに及び候。今日よりは全く主君と仰ぎ申すべし」（『小牧陣始末記』）と卑しく謙って臣下の礼をとり、大判20枚、不動国行の太刀と脇差を恭しく贈り、さらに北伊勢の一揆から分捕った兵糧35,000俵をそのまま献じた。そして和議が成立すると、秀吉は17日にすぐさま軍を引き上げていった。なお、柴裕之はこの講和の後に秀吉は信雄を三法師の名代から正式な織田家の当主に据えていたと指摘している。
信雄がなぜ性急に和議に応じたかはっきりとした理由はわかっていない。『豊鑑』では父の仇を打った秀吉を亡き者とするのは義にあらざるという（羽柴側の主張）に説得されたとしているし、『甫庵太閤記』では信雄に「群疑が出来た」として、調略された部下の裏切りや、家康が先に和平を結んで孤立して取り残されることを恐れたとしている。和平条件は、概して現状の追認でしかなく、伊賀3郡と南伊勢5郡は占領されてすでに秀吉によって配下の大名に分配されて信雄の手を離れていたし、北伊勢は敵味方入り混じっていたが信雄・家康勢が主要な城をまだ押さえていた。それで有利な条件が提示されたわけではなかったが、秀吉が平伏して厚礼を尽くすといった大仰な芝居は、信雄の自惚心を満足させたであろうし、徳富蘇峰は一杯食わされたことにも気づかずにいたのだろうと愚人ゆえの決断だとしている。しかし8ヶ月の戦闘で信雄の軍中がかなり疲弊していたことは確かで、所領のおよそ半分を失い、資金と兵糧が乏しくなって、宇野主水の『貝塚御座所日記』にあるように和議を信雄の方から熱望したとしても可笑しくはなかった。秀吉が平伏するというパフォーマンスがあったにせよ、実質的には信雄の降伏に等しかった。
なお、和議の時点で信雄には娘はおらず、かわりに妹の徳姫が人質として差し出され、後述するが翌年に生まれた長女の小姫はあとから約束通りに秀吉の養女とされた。犬山城は一旦、秀吉側に引き渡されたが、もともと信雄のものだとして天正15年になって返還されていて、河曲郡（信雄の領地）にある神戸城は返還されずに生駒親正（羽柴側）に与えられたままとされていたが、これも天正13年か15年ごろに信雄に戻されて滝川雄利が松ヶ島から移った。
通説では、家康は講和に反対で、信雄の単独講和について知らされておらずに寝耳に水であったとすることが多いが、当然家康の了解があったとの見解もある。
いずれにしろ、家康は石川数正を信雄のもとに派遣して和睦の成立を祝い、11月16日には清洲城より岡崎城に引き上げて、このとき尾張に展開していた徳川勢も岡崎まで撤退させたが、21日には家康は岡崎より西尾をめぐって浜松城に帰陣している。織田・徳川間に諍いの様子はなく、11月21日、秀吉の和睦の使者である富田一白と津田信勝に、信雄の家臣・滝川雄利と土方雄久が仲介するために同行して、徳川との和平交渉が始まった。もとより羽柴と徳川に遺恨なく信雄が和平に応じたことから秀吉と戦う理由がないということで、於義丸（結城秀康）と勝千代（石川康長）を人質とするということで、12月初め頃に妥結した。
12月14日、信雄は遠江浜松城に行って、徳川家康に対して援軍の労をねぎらい、感謝の意を示した。そして25日に帰還するのだが、同じ25日（14日ともいう）、信雄・家康が秀吉と講和したという驚くべき情報を知って越中富山を発して雪中突破してきた佐々成政が遠江浜松に至り、徳川家康を訪ねて再挙を求めるという出来事があった。成政は三河吉良にも赴いて信雄に謁したが、このとき信雄は家康の勧めで酒井重忠を饗応役にして三河吉良で鷹狩を楽しんでいる最中であった。成政が「秀吉と和睦し給う事、以ての外、然るべからず。全く彼が姦計に陥り給うというべし」と厳しく諫言しても、信雄に聞き入れられることはなく、成政は失意のうちに越中に帰った。

### 豊臣政権下での処遇

#### 織田家当主
信雄の領国は、尾張一国（52万1千石）と美濃の一部（石津郡、2万7千石）、伊勢9郡（46万6千石）と伊賀3郡（8万4千石）、三河国の一部（碧海郡半分、4万1千石）の併せて113万9千石から、戦後は美濃の一部・尾張一国・北伊勢5郡（桑名・員弁・朝明・三重・鈴鹿）の78万3千石に減じることになったので、領国の縮小により家臣団の知行替えが大規模に行われた。
天正13年（1585年）1月28日、秀吉は羽柴秀長を名代として信雄のもとに伺候させた。秀長は大坂登城を促したと思われるが、信雄の継室が病気だったのでこれを口実として回答せず、2月6日、竹田定加が秀吉の許可を得て診察のために下向した。12日、信雄は家臣の吉村氏吉と水野勝成（再び信雄家臣）に来月予定の雑賀遠征の準備を命じた。14日、家康は滝川雄利に書状を送って信雄本人の上洛の有無を問いただしている。上洛しない場合には再び戦乱の可能性があったためと思われるが、信雄は2月22日に大坂城に到着して、結局、秀吉の軍門に降った。
この時、秀吉は道具揃えを行っていて「兵庫壺」を披露し、信雄もこれに招かれていて道具類を献上したが、毒殺を恐れてか出された茶を飲まなかった。それを知った秀吉は、翌23日、自ら点前をして信雄に飲ませた。25日、道具類を贈られた返礼として、秀吉は兵庫壺を信雄に与えた。
同年2月26日、信雄は入京して権大納言に任じられ、正三位に叙された。信雄の昇格は秀吉の推挙のおかげだったが、秀吉自身は3月10日に正二位内大臣に叙任され、朝廷の権威を借りて主家を追い抜くことで、秀吉は織田家の家臣から脱したのである。
以降は信雄は織田家当主という立場のまま、天下人である秀吉に臣従した。
同年3月の紀州征伐（雑賀攻め）には、吉村氏吉ら家臣を参陣させただけだったが、4月17日、信雄は秀吉の養子になった於義丸と一緒に在陣中の秀吉を陣中見舞した。
同年4月25日、信雄は小幡赤千代に四国遠征の出陣準備を命じていて、6月に四国征伐が始まるとこれにも出兵した。
同年6月10日、信雄は大坂を目指して上洛したが、秀吉は近江坂本で病気療養中で留守だった。信雄は甲斐にいる家康と湯治の約束をしていたようで、しばらく音信不通だとして家康から下向を催促する手紙を受けているが、信雄からの返事は佐々成政の征伐が近く行われると告げて、家康は（すでに2人の人質を出しているが）さらに家老からも2、3人の人質を出して清洲城に届けたほうがよいという内容だった。信雄は19日に大坂から京都に向かい、秀吉の見舞いに行った。なお、秀吉は7月11日には関白宣下を受けている。

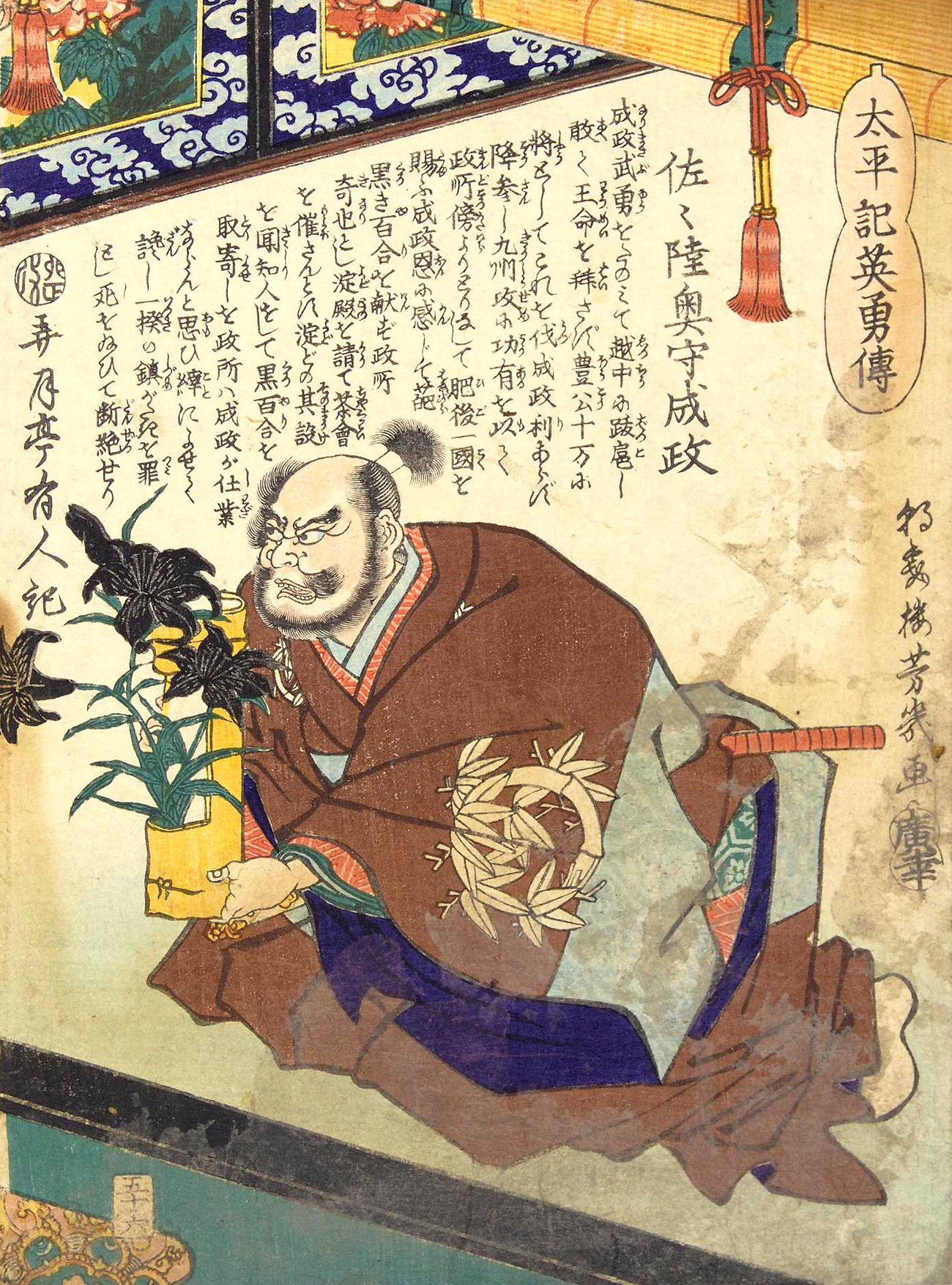
佐々成政（落合芳幾作）

同年8月初旬に富山の役（北国御動座）が始まると、8月5日、信雄は佐々成政に書状を送って秀吉への降伏を勧めて、出陣の延期を求めたが、関白秀吉は認めずに越前国の国境までは出陣するように命じたので、6日に信雄は秀吉とともに出陣した。しばらく後の8月26日、富山城の佐々成政は抵抗を諦めて剃髪して信雄に降伏した。秀吉はこの投降を許して閏8月6日に成政をつれて京都に凱旋した。

#### 和睦の仲介
また、信雄は秀吉と家康の和睦についても尽力した。
同年11月13日に石川数正が出奔するが、同月26日、関白秀吉の命をうけた信雄は、家臣の織田長益・滝川雄利・土方雄久を岡崎城に派遣して家康に上洛を促した。

なお、同年11月29日、天正大地震が起こり、長島城・亀山城・桑名城・大垣城・長浜城が倒壊し、岡崎城も大破したため、地震以後、信雄は（長島城から移り）清洲城を大改修して、居城とした。
天正14年（1586年）1月21日、再び滝川雄利・土方雄久ら（長益または天野雄光）と富田一白が派遣されることになったが、秀吉は自分の妹（朝日姫）を家康に嫁がせて縁組させれば安心して上洛するだろうと言い含めていたが、家康はにべもなく断っている。同月27日、今度は信雄自ら岡崎城を訪れて家康に会って説得したが、ここでも色よい返事は得られなかった。2月22日、雄利・雄久は徳川家の家老の酒井忠次を説得して、彼を介して家康に縁組を了承させることができたので、榊原康政が代理として上洛して結納を取り交わした。しかし3月、家康は北条氏との同盟を強化していて、和戦両様の構えを崩さず、秀吉もついには合戦やむなしかと考えて苦慮した。天下人が卑しき者に人質を出すのは前例がないと、蜂須賀正勝と黒田孝高ら近臣は反対したが、4月13日、秀吉は新しい先例を作るのだと豪語して、ともかく婚儀を進めることにし、祝言の日を28日と定めたところ、19日になって家康は天野康景を派遣して婚儀の延期を伝えてきた。秀吉は家老クラスではない康景の派遣は不遜であると怒ったので、酒井・榊原・本多のいずれかの家老を送って弁明せよという使者に小栗大六と雄久が派遣された。家康は、自身にとって康景は大事な家臣であり、そのように不快な物言いをされるならば婚儀を中止すると言い出したので、雄久は驚き、信雄の面目が潰れてしまうと必死に懇願したので、家康も納得して23日に本多忠勝と康景の両名を派遣した。秀吉は忠勝を見て喜び、両名に褒美を与えた。5月5日、忠勝らは朝日姫の一行を清洲城まで送り届けて、浜松に帰還。結局、婚儀は5月11日に行われた。
しかし婚儀の後も家康は上洛を渋り続けたので、同年9月26日、秀吉と信雄は使者（浅野長吉・富田一白・津田信勝と織田長益・滝川雄利・土方雄久）を家康のもとに派遣し、秀吉の生母である大政所（天瑞院）を人質に出すことを約束して家康に上洛を勧めさせて、この保障をもって家康はようやく従うことになった。
天正14年の年内に信雄は従二位へ昇進した。

#### 尾張内府
天正15年（1587年）3月、九州の役では軍役に1,000名を派遣して、秀吉の馬廻衆に入れられたが、代将（氏名不明）を送るだけで本人は出陣しなかった。
同年7月14日、遠征から戻った秀吉は、信雄の長女・小姫を養女としてもらい受け、大坂城で盛大な祝賀をした。8月8日、信雄は正二位に昇進した。10月1日の北野大茶会に参加。11月19日には信雄は内大臣に任官した。以後、「尾張内大臣」あるいは「尾張内府」と称されている。秀吉の武家関白制の官位順では秀長や家康をも上回る序列2位であった。
天正16年（1588年）4月の後陽成天皇の聚楽第行幸のときには家康が筆頭となって二番手で秀吉に供奉し、関白行列では左大臣の近衛信輔に次ぐ二番目、武家の筆頭で進んだ。
同年、先にキリシタンになっていた叔父で筆頭家老の織田長益の勧めで、信雄はキリスト教に改宗している。ただし、時期は不明だが、後年には棄教したらしい。
天正17年（1589年）5月21日、信雄・家康・豊臣秀長・豊臣秀次・宇喜多秀家は参内して後陽成天皇に太刀や馬を献じた。
天正18年（1590年）1月21日、長女の小姫（6歳）と秀吉と大政所の手で元服をしたばかりの徳川秀忠（長丸、12歳）が京都の浅野長政（長吉）邸で祝言をあげた。秀吉は関東が片付いたら小姫の化粧料に3カ国を与えるとした。秀忠の義母である朝日姫は同月14日にすでに死去していたが、婚儀を優先してこの凶事は23日まで秘密とされていた。

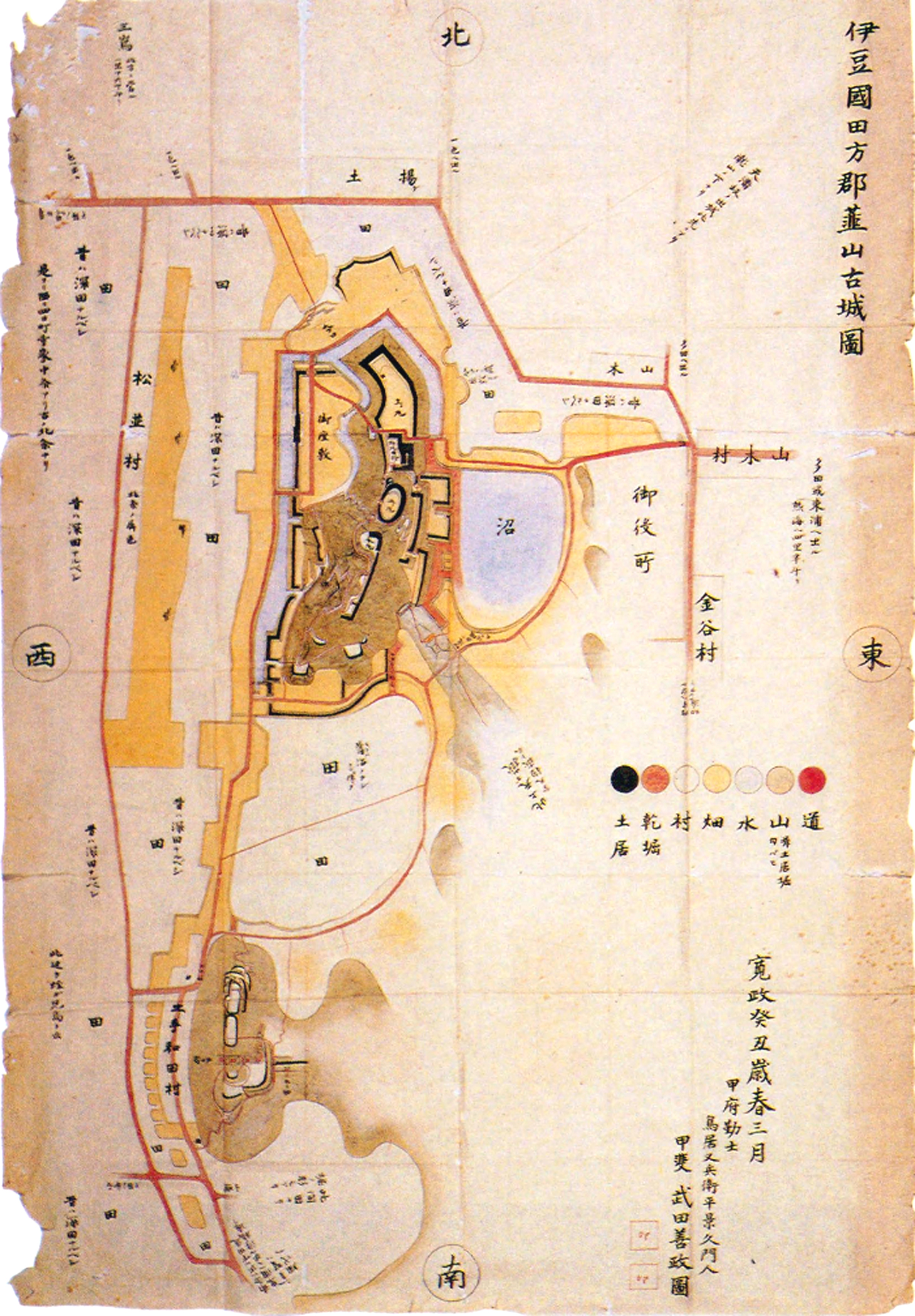
韮山古城図（武田善政作）

秀吉はすでに前年12月には後北条氏の討伐を決定しており、小田原の役が始まると、信雄は豊臣政権内での地位に相応しい大将格として用いられ、先んじて2月5日に15,000名を率いて出陣し、21日には早くも駿府に到着。25日には蒲生氏郷とともに沼津に陣した。3月27日、信雄と家康の待つ三枚橋城に入った秀吉は、翌日に家康と伊豆山中城を視察した後で長久保城に入って軍議を開いた。そして29日、豊臣秀次に3万5千の兵で山中城を攻撃するように命じ、信雄は4万4千の兵（織田信包・蜂須賀家政・福島正則・細川忠興・蒲生氏郷・中川秀政・森忠政・戸田勝隆・生駒親正・筒井定次・稲葉貞通・山崎片家・岡本良勝）で韮山城を攻撃するように命じられ、大将とされた。
同城を守るは北条氏規を大将とする横井友盛（越前守）・小机元重（修理亮）・波多野経貞（勘解由）・根府川重清（太郎次郎）・小野寺貞綱（善九郎）・三浦与一左衛門・広瀬孫兵衛ら3,640の将兵で、劣勢でも怯まず、寄せ手を引き付けてから矢玉を釣瓶撃ちし、激しく抵抗した。蒲生郷可・明石全登（秀吉直臣）・前野長康（秀吉直臣）が被害に構わず突貫するが、守備側は城門を開いて打って出て反撃したので、福島正則が救援に出ると、これを北条氏規自らが迎え撃って福島勢を押し返した。敵の大将を討ち取る好機だったが、大将の信雄はその様子を見物していて総攻撃の下知が遅れたので、その隙に氏規は兵をまとめて撤収した。福島家臣の可児吉長・福島治重・長尾一勝・林亀之助が城門まで追いすがったが、氏規に撃退された。細川忠興が細川興元・松井康元に天狗峯の出丸を焼き討ちさせたが、韮山城は容易には落ちず籠城が続いた。4月5日、秀吉は信雄・信包・氏郷・忠興には小田原城包囲の方に加わるように命じて、福島・蜂須賀らに韮山城包囲を続けさせた。（韮山城の戦い）
4月9日、織田信雄の軍勢は、家康に続いて城の北側の包囲を担当し、沢井雄重・天野雄光・土方雄久・滝川雄利らと本営を多古に置き、井細田口を警備した。15日、信雄と家康が共謀して後北条氏と内通しているとの風説があり、この日、秀吉は信雄と小早川隆景とわずかな供だけをつれて家康の陣屋を訪問し、鼓を打つなどして夜中まで遊興し、さらに信雄の陣屋に行って徹夜で遊び明かして、流言を止ませた。5月3日、井細田口と久野口を守る（北条氏政の四男の）太田氏房が夜襲を決意して、部将広沢重信に土方雄久（信雄方）と蒲生氏郷の陣を攻撃させたが、氏郷により撃退された。

それから2ヶ月後、ついに和議やむなしとなり、7月5日、当主北条氏直は独断で太田氏房・山上顕将（郷右衛門）・諏訪部定吉をつれて家康の陣屋を訪ねて、自らが切腹して謝罪するので父氏政らほかの将兵の助命を願いたいとして和睦の仲介を依頼したが、家康は氏直が娘婿であったために引き受けるのを遠慮して、滝川雄利（信雄方）の陣屋に行かせた。雄利はこれを黒田孝高に報じ、孝高が秀吉に報告した。秀吉は氏直の志を殊勝であるとしたが、家康の婿であることから氏直を助命して、北条氏政・北条氏照・松田憲秀・大道寺政繁に切腹を命じるという、氏直の願いとは反対のことを朱印状にしたためて命じた。

#### 突然の追放
同年7月13日、小田原の役の論功行賞の場で、秀吉は後北条氏の領国だった関八州を家康に与え、家康の旧領（駿遠三甲信5ヵ国）の119万石（※これは控えめな数字であり、元禄郷帳で換算すれば155万7千石）を、信雄に給付すると決めた。ところが、信雄はこれを固辞して先祖相伝の地である伊勢・尾張をこのまま領していたいと願い出た。すると秀吉は激怒して、いきなり信雄を追放に処して、下野国那須烏山に放つとした。捨扶持が2万石であったという。なお、改易されたのは通説では前述の7月13日とされるが、7月14日から8月4日の間が正しいのではないかとの異説もある。
『常山紀談』には、戦後の石垣山の本陣の酒宴の席で、信雄は舞上手であると聞いた秀吉が一曲舞を所望したところ、信雄は自分を侮った行為だと思い歪めて、不吉な詞の替え歌で舞ったので、これが秀吉の怒りを買って、烏山に追放になったのだという話を載せている。しかし、敢えて信雄が不満に感じる土地に知行を宛てがって、拒否するのに乗じて処分を決行したというのが通説である。谷口克広は、天下人としての権威を見せるために秀吉は口実を待っていたとし、天下が9割方平定されたこの時期には信長の息男の利用価値はなくなり、邪魔になったのであろうと考える。他方で、小和田哲男は、天皇行幸啓のための京都の館として信雄が「内府屋形」を新築中だったことを秀吉が危険視したという理由の異なる説を述べている。
信雄は佐竹義宣の預となるが、『秋田佐竹譜』には、常陸国太田城に留め置かれ、次いで出羽国秋田へ遷したとある。7月15日、信雄は安東実季（秋田実季）の預とされて出羽山本郡琴丘町（現三種町）天瀬川に配流になり、従者浜田与左衛門をつれて、小玉徳右衛門方に閑居することになった。
この道程からすれば、信雄が石垣山から烏山城に向かうのは地理的に無理があるので実際には入城していないかもしれないが、江戸時代の書物の『改正烏山記』『赤坂町祭礼記録』では、小田原陣不参加で改易になった那須資晴の次の城主として信雄の名が記されている。
同年8月3日、京都の信雄邸が焼失した。谷口は「誰の仕業かはっきりしないが、信雄の追放と無関係ではないであろう」と書いている。同月4日、信雄は家康にとりなしを頼んで秀吉の勘気を解いてもらおうとしていたが、家康は信雄の家臣曾我尚祐に秀吉の怒りが和らいだと教えている。
信雄の旧領の尾張国と伊勢5郡は豊臣秀次に与えられ、信雄に与えられる予定だった家康の旧領は豊臣子飼の大名衆に分配された。三河の吉田城15万石は池田輝政に、同岡崎城5万石は田中吉政に、遠江の浜松城12万石は堀尾吉晴に、同掛川城5万石は山内一豊に、同横須賀城3万石は渡瀬繁詮に、駿河の駿府城・田中城・沼津城14万5千石は中村一氏に、甲斐一国25万石は秀次の実弟豊臣秀勝（のち加藤光泰・浅野長政）に、信濃の小諸城5万石は仙石秀久に、同高遠城3万石は京極高知に、同飯田城8万石は毛利秀頼に、同諏訪郡3万8千石は日根野高吉に、同深志城8万石は石川数正（秀吉家臣）に与えられ、信濃木曽（10万石）には代官として石川貞清が配置され、信雄家老の滝川雄利は伊勢神戸城2万石にいれられて秀吉直臣に、伊勢田辺城2万5千石の木造長政は岐阜城の織田秀信の附属とされた。

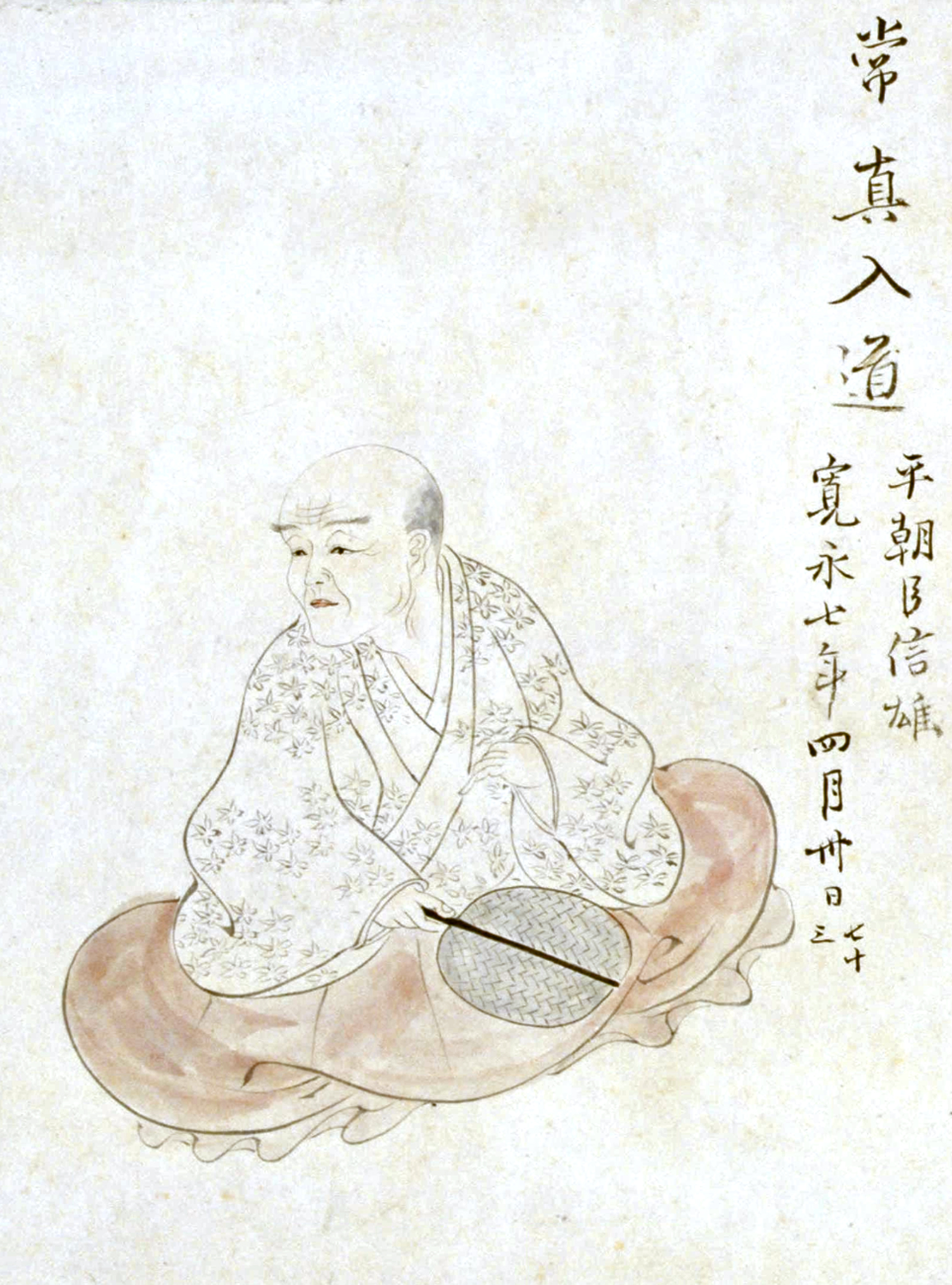
常真入道（栗原信充作）

天瀬川で、信雄は小玉の娘を寵愛して一女を産ませた。秋田を去るときに「血の薬」の製法と短刀を置いていった。女は34歳で亡くなったが、小玉家は織田の5つ葉桔梗を真似て4つ葉桔梗を家紋として薬屋を営み、家伝薬（金瘡薬）は長く近隣に知られていたという。

#### 御咄衆
天正19年（1591年）2月、家康の尽力により、信雄は赦免されて秋田からの帰還を許された。
元忍城主で小田原の役で改易された成田氏長は、美貌で知られたその娘甲斐姫が（成田家の預である）蒲生氏郷の推挙で秀吉の側室として召し上げられたことで、信雄に替わって烏山城2万石を与えられた。また、高野山追放とされていた北条氏直は、高野山から河内天野山に降る途中の滝畑村で匿われていて、3月に大坂久宝寺の信雄の邸宅を与えられ、秀吉に謁見して赦免され、また天野山に戻ってそこで亡くなっている。
同年5月2日、泉州堺に戻った信雄のもとを家康が訪問している。（大坂に屋敷のない）信雄は伊予国に移住することになり、伊予道後の石手寺に入って剃髪して常真（じょうしん）と号した。以後、同寺で寓居する。
同年7月9日、聚楽第で小姫が病で亡くなった。常真の姪にあたる淀殿の妹のお江（崇源院）が秀吉の養女となって秀忠の後妻となる。
文禄元年（1592年）の文禄の役の際に秀吉の招きで肥前名護屋城に参陣した。『太閤記』および『松浦古事記』によると、中野に陣屋を構えて、名古屋在陣衆の大名なかに名を連ね、1,500名を率いて在陣している。常真（信雄）の知行地は不明だが、同じ頃に越前大野城5万石を与えられた嫡男秀雄の名代としていただけかもしれない。
この頃、秀吉の御咄衆に加えられて、大和国内に捨扶持1万7,000石を与えられた。御伽衆には、かつての信雄の家臣であった織田有楽斎（長益）・佐久間不干斎（信栄）・羽柴下総守（滝川雄利）も名を連ねている。以後、大坂の天満に屋敷を構えた。
文禄2年（1593年）6月28日、名護屋城外で長期外征の無聊を慰めるために催した「瓜畑遊び」に、秀吉・常真・羽柴秀俊（小早川秀秋）・前田利家・蒲生氏郷・斯波三松・有馬則頼・前田玄以と参加し、町家の商人や農民に仮装して遊興した。8月、秀吉はお拾（豊臣秀頼）の誕生を知って大坂に帰還するが、10月には上洛して同月5日から3日間、宮中で盛大な能楽を興行して後陽成天皇に叡覧を供して、秀吉自身も何番も能を舞い、家康・常真・利家らも実演した。
文禄3年（1594年）2月27日、吉野山を参詣した秀吉が「吉野の花見」を執り行い、29日に和歌会を興行した。これらに常真も参加しており、『吉野花見和歌懐紙』の15番目に歌がある。3月4日、秀吉の高野山参詣に同行して連歌の会に加わり、秀吉から始まる連歌で、常真が発句を読み、里村紹巴が脇句を読む。家康、利家、氏郷、伊達政宗らも参加した。3月11日、『駒井日記』によれば、この日、雨で順延された禁中での能の初日が行われ、秀吉が午前中に伏見に帰った後で、豊臣秀次・常真・織田秀信・宇喜多秀家・細川忠興・蒲生氏郷・金春大夫（こんぱるだいふ）で能を舞った。
文禄4年（1595年）7月、豊臣秀次が失脚して切腹事件を起こしたので、同月20日に諸大名と一緒に秀頼に対して二心なきことを誓う誓書を提出した。また、秀次家臣の吉田修理が連座したため、彼が務めていた蔵入地（大溝城）の代官を常真が一時務めて、朽木元綱以下に代わった。11月20日、家康が病気になったので、伏見の屋敷を常真・利家・山科言経で見舞った。
慶長3年（1598年）7月7日、病が重くなった秀吉の生前の形見分けが行われ、常真は御伽衆の筆頭で金子30枚を受け取っている。同年8月18日、秀吉が亡くなり、同月29日、遺骸は阿弥陀ヶ峰の山頂の豊国廟に納められた。
慶長4年（1599年）2月18日、秀吉の葬式が行われ、常真も百名の供をつれて葬列に参列した。

### 徳川政権下の晩年

#### 関ヶ原で再び失領
慶長5年（1600年）の関ヶ原の役では親子で西軍に与した。
『藩翰譜』では、石田三成は常真に使いを送り、秀頼の命令であるとして西軍に加勢して家康を討つようにと誘い、軍資金として黄金1千枚をまず渡すから（成功の暁には）本領である尾張一国を与えると約束した。常真は大いに喜び、家人を集めて馬や具足を買い揃えるように命じ、支払いには黄金を下さるからといっていたが、奉行らに催促すると白銀1千枚を送ってきた。この分では尾張国をくれるという約束もあてにならないなと落胆していると、越前大野城にいる嫡男の秀雄がこれを聞きつけて驚いて急使を派して、当家の人々はいかなることがあっても徳川家に弓を引くような浅ましいことがあってはならないと諌めたので、常真もその通りだと思い直して、どうするかと思案している間に、関ヶ原本戦が終わったとしている。
『慶長年中卜斎記』では、約束は20万石であったとし、織田常真は伊勢赤堀（現四日市市赤堀）に陣を置いて東軍の飛脚を捕らえていたという。
西洞院時慶の『時慶卿記』(ときよしきょうき) では、8月21日、常真は西軍に応じて尾張に入り、次いで東軍に転じたとする。
『寛政譜』には、西軍加担のことが書かれていないが、常真は家臣の村瀬左馬助を派遣して畿内の情勢や三成謀反を下野国小山や宇都宮に知らせて、東軍に内応して気脈を通じていたことが強調されている。
また義演の『義演准后日記』9月14日の条には、大津城に籠もる東軍の京極高次のもとに「真常」が高台院の使者として派遣されて開城させたとあるが、白峰旬は信雄の法名「常真」の誤りではないかとしている。
戦後、常真は改易されて失領して浪人となった。秀雄は東軍の前田利長（の軍勢）と合流して共に大津（家康本陣）まではいったが、出仕を許されず、やはり改易となった。常真は大坂城下で隠遁生活を送った。常真はまた天満の自邸に住んだが、秀雄は再起を期して武蔵国浅草に閑居した。
慶長12年（1607年）、信雄が織田氏に復して以来、断絶していた北畠の名跡を惜しんだ朝廷が勅をして北畠氏を復興し、中納言中院通勝の子を北畠親顕として継がせた。

#### 大坂の陣にて再興
織田常真と織田有楽斎（長益）は、淀殿の従兄と大叔父にあたる。かつては浅井三姉妹の庇護者となった経緯もあることから、二人ともただの数奇者に過ぎなかったが、大坂城中では年長者として宿老並みに扱われて頼りにされていた。豊臣秀頼は常真に千人扶持を与えたが、浪人衆で軍勢を編成する上で声望のある常真を大坂方の大将として推戴する魂胆があったものと思われる。しかし有楽斎が徳川方の密偵として働いた一方で、常真は面倒を避けようと距離を置いた。
慶長19年（1614年）9月23日、徳川方と交渉中の片桐且元（秀頼傅役）を豊臣方は裏切ったと邪推して、大坂城中の評定で且元に切腹を命じることに決まった。これを聞いた常真は登城した且元に伝えて逃した。
『慶長年録』では、常真は秀頼に呼び出され、且元を成敗するから信雄に家政全般を差配するよう依頼されている。
『新東鑑』では、秀頼は大野治長・木村重成・渡辺糺の3名を常真のもとに訪ねさせて、淀殿を関東に人質として送るという条件を飲んだのは且元の裏切りであると大蔵卿局と正栄尼（糺の母）が注進しているが、且元を死刑にするべきかと相談したといい、常真は女のいうことを真に受けて誅殺するのは末代までの恥であると諌めて、片桐且元は忠義の士であると説得したので、3名が常真の威厳に押されて引き下がり復命すると、秀頼も常真の言うことはもっともだと考えて、速水守久を派遣して且元に説明させた。秀頼は且元の言い分に納得したが、治長と糺は且元が屁理屈を述べているだけだと納得せず、且元を殿中に呼び寄せて誅殺し、常真（信雄）を秀頼の輔相（補佐）として実権を与えようと画策。淀殿の書状で常真に明日の登城を依頼した。23日、常真が登城すると淀殿から且元誅殺の企てを聞き、常真は大いに驚き、再び且元を弁護した。治長と糺は常真に織田家恩顧の者等を糾合して合力するように説いたが、常真は家康は名将であり、関ヶ原の折に家康に助命された恩もあると言って断わった。また重成も生来臆病だったので、且元を害すれば兵乱になるとし、秀頼の命令を無視するのもいかがなものかと、常真の意見に肩入れした。しかし淀殿一派は且元を誅殺すべしと議決し、常真はもともと愚蒙暗弱な人物だが、信長公の次男なので使い道があるから殺すかどうか決める前にもう一度説得しようということになった。しかし茶を運んでいた侍女が立ち聞きして、この侍女は常真の家臣の妻だったので常真にそれとなく耳打ちした。これを聞いて常真は恐ろしくなり、且元は不忠だから誅殺しようとか自分が軍の指揮を執ろうなどと調子を合わせ、そそくさと家に逃げ帰って、家臣の生駒長兵衛（生駒範親）を介して且元に危険が迫っていると伝えた。または別の記によれば、石川貞政・大橋重保が23日夜に常真に文を寄こして、明日24日に片桐且元を城中に呼び寄せて殺害する計画があると教えたので、24日未明に家臣雅楽助に書状を届けさせて、且元の登城を中止させたともいう。
いずれにしろ、且元は急病と称して以後は出仕を取りやめた。25日以後、且元は二の丸の私邸に籠もり、秀頼母子が誓書を出して身の安全を保証したが、それでも召喚に応じなかった。
家康も常真の動向を気にしていて、津田秀政に常真が大坂城に立てこもらないようにしろと命じていた。津田秀政は元は滝川一益の家臣で、家康に恩顧があって、（茶人として付き合いのある）常真に会うたびに慶長5年の恩に報いて家康に忠誠を尽くすべきであると諭すような人物であったが、この時、秀政が大坂脱出の指示を告げると、常真もその志があり大坂より逃げ去ろうと思っていると言ったので、秀政はすぐにこのことを板倉勝重に伝え、勝重はすぐに従者を迎えに差し向けた。常真は喜び、急ぎ船に乗って大坂を脱出した。大坂方はこれを知ると押し止めろと騒いだが右往左往するうちに追いつけなくなって、逃げられてしまった。
同年9月27日、常真は大坂天満を退いて京都龍安寺に寓居した。家臣佐々木高一（六角高一）が柴舟の船底に常真とその家族を隠して淀川を遡って脱出したという。
10月6日、常真は大坂の挙兵、浪人を集めて籠城の準備をしていると、家康に通報している。
10月20日、『駿府記』によると、京都所司代板倉勝重より飛脚が来て、去る9月25日、大坂において大野治長・青木一重・石川貞政・薄田兼相・木村重成・渡辺右衛門佐（渡辺糺か）・織田頼長（左門）その他の十名ほどが集まって、秀頼の命令であるとして片桐且元を殺そうとしたが、且元はこれを知って自邸に籠もり、このことを本多正純や板倉重昌に伝えたという報告があり、これを聞いた江戸幕府は怒って大坂への出陣を決定して、各地にお触れを出した。またもう一通、飛脚がきて、且元が駿府へ下向して（和議が成立したら）豊臣秀頼も城を出てしまうことになるので、織田頼長らはその場合には織田常真を大坂城に招き入れて、彼を総大将として籠城しようと話し合ったとの報告があったという。

10月26日、常真は五山の僧と、二条城で家康と面談した。秀頼より（大坂城入りを誘う）密談があったが、すでに家康に内通していたのでこれに応じなかったという経緯があり、家康は常真に知行地を給付すると約束した。また左文字の御刀、行光の脇差を賜った。家康は以後も常真を織田家の御曹司として破格に遇しており、関西の諸大名に京都に寄ることがあれば常真のもとを存問すべしと命じたという。

#### 大和松山藩主

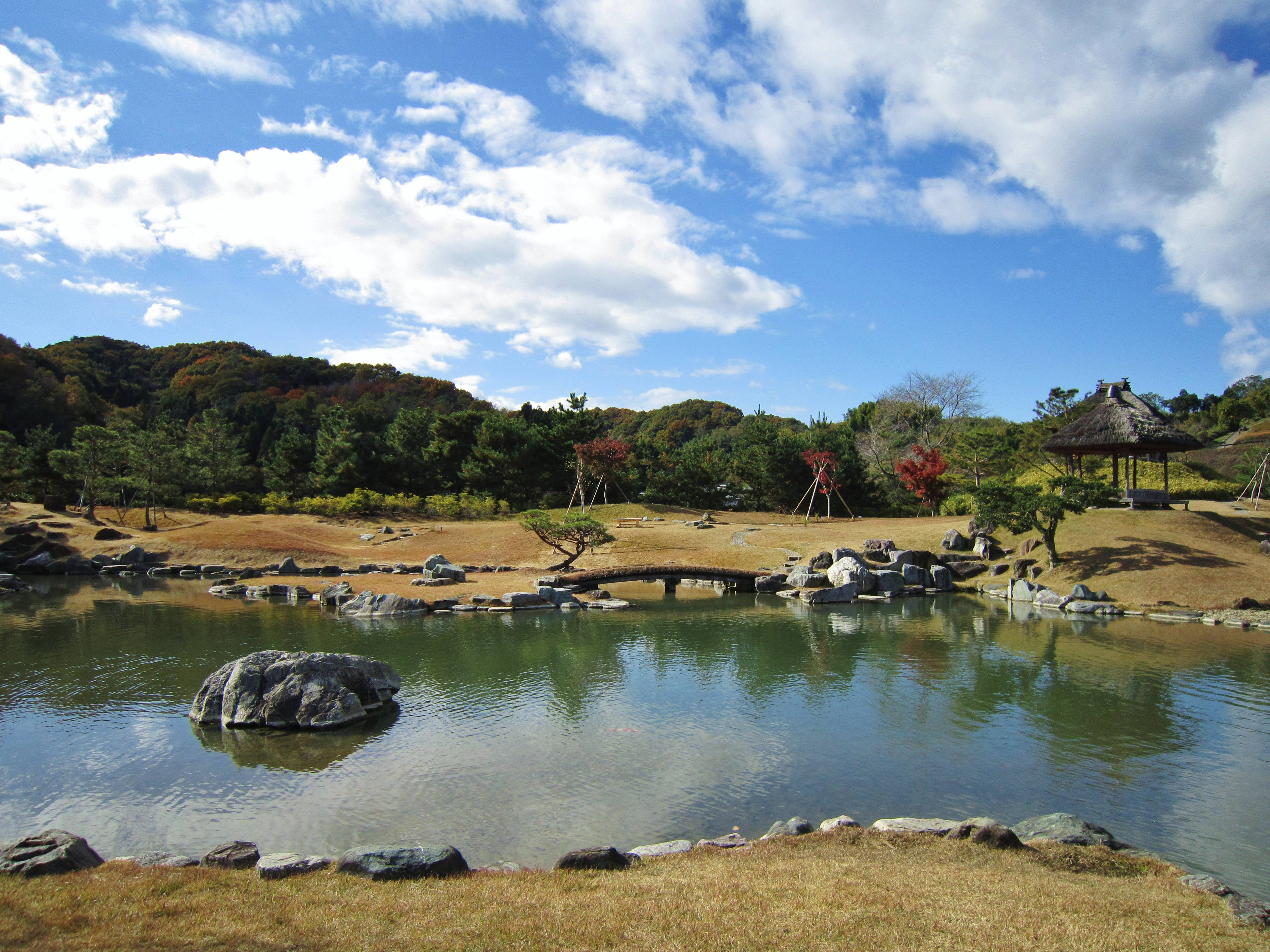
楽山園の昆明池、茶室。北側の御殿からの写真。

元和元年（1615年）3月17日、常真は駿府に来て家康に謁見し、大久保長安の旧邸（北野の第）を与えられる。
同年閏6月25日、幕府は小堀遠州・中坊秀政に命じて、大和国宇陀郡の松山城を破却させた。
同年7月17日、二条城での禁中並公家諸法度の発布の折、大御所家康・将軍秀忠らと公家衆が揃って祝宴があり、これに常真も参加した。同月23日、家康の使者板倉勝重が来て、先に改易された福島高晴（福島正則の実弟）の大和国宇陀郡の所領3万石と関東（上野国甘楽郡・多胡郡・碓氷郡）における2万石の併せて5万石を与えられた。常真はすでに世を捨てて数奇の道に生きる身だったので、これは前者が御茶料で、後者が（関東下向のための）馬飼料としての知行であった。加えて、鷹狩りのための放鷹の地として河内国・摂津国内に2万石を貸与されていたという。
常真は、松山（宇陀）にも小幡にも赴任せずに、京都北野第で茶や鷹狩りに興じて悠々自適の日々を送った。
すでに嫡男・秀雄、次男・高雄は死去していたため、三男・信良を名代として、下総国柳原坊に賜った6,000坪の邸から江戸に出仕させた。信良は同年か翌年に上野国甘楽郡・多胡郡・碓氷郡の2万石を分知されたので、これが小幡藩となる。信良ははじめ甘楽郡福島村（現群馬県甘楽郡甘楽町福島）に福島仮陣屋を設けた。
常真は、風光明媚な小幡に理想の庭園を築く計画を立て、前田・池田・浅野ら諸大名から莫大な寄付を集めて、京都から雲生寺道八（織田頼長の別名、茶人）と藪内紹智（茶人）を招いて造園にあたらせた。周囲の山々を借景に面積1,200坪（3,960平方メートル）の敷地に、珍樹や48個の名石を配し、池泉回遊式の4つの茶室を設けるという美麗豪華な贅を尽くした庭園であった。しかし完成までに7年（1621年完成）を要して、結局、常真自身は一度も訪れる機会はなかった。小幡藩では、常時7人の庭師を置いて手入れをさせたが、その莫大な費用のために陣屋の建設は遅延した。楽山園の名は常真（信雄）が「智者は水を楽しみ、仁者は山を楽しむ」としたことから命名したという。
同年9月、松山（宇陀）に生駒範親・佐々木高一ら老臣を送って統治させ、すでに破壊された松山城（城山）を接収した。櫓が2つだけ残っており、鉄砲と塩が詰まっていた。国持大名ではないため城の再建は許されず、松山町の西側の長山の麓に政庁を造って「長山御殿」としてその周りに城下町を形成した。
元和2年（1616年）正月、年賀のために江戸に伺候した。4日間滞在して、家康に猿楽の催しに招かれる特別のもてなしを受けた。駿府での再会を約束したが、家康はこの月に倒れ、4月に亡くなった。

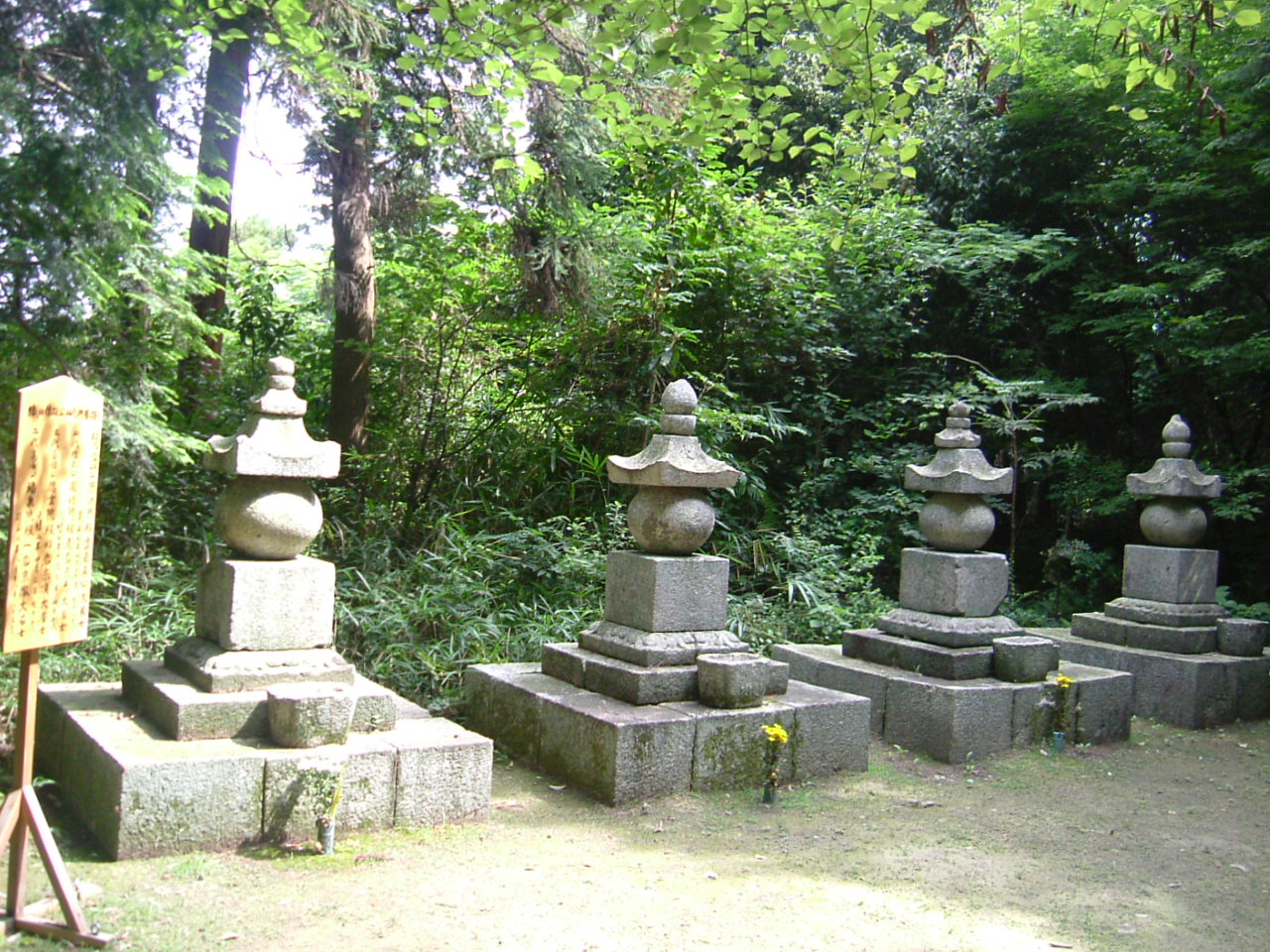
織田信雄ほか4代の供養塔（安土摠見寺の寺内）

寛永3年（1626年）、信良も父に先立ち亡くなり、孫の信昌（信良の次男）が継いだが、まだ2歳であり、将軍秀忠の許しも得て、加賀藩主前田利常に（客分として）仕えていた四男・高長を呼び戻して、信昌の後見とし、常真の名代として江戸に出仕させることにした。同年、信昌は楽山園の脇に小幡陣屋の建設を始めるが、完成して移ったのは寛永19年（1642年）のことであった。これは陣屋であるが、ほぼ城といって差し支えない立派な総構えをしていた。
寛永5年（1628年）10月8日、大御所秀忠が武蔵鴻巣御殿より、江戸城西丸に帰り、常真を招いて茶会を催させた。
寛永7年（1630年）4月30日、常真は京都北野邸で死去。享年73。
織田家の菩提寺である紫野大徳寺の総見院に葬られたが、上野国甘楽郡小幡（現群馬県甘楽郡甘楽町）の崇福寺に分骨され、奈良県宇陀市室生の室生寺にも織田信雄の遺骨を分骨した織田廟がある。室生寺はもともと北畠国司家の廟があった北畠家所領の寺である。また、滋賀県近江八幡市の摠見寺にも信雄の供養塔がある。
幕府は、孫の信昌が継いだ2万石の残り、3万1,200石（大和宇陀郡）を四男・高長に与えた。これが宇陀松山藩（大和松山藩）となる。しかしこの継承に小幡藩は異議を唱えて、どちらが本家か分家か、参勤料の付け替えや、所領の大小で争議になった。幕府は高長を本家として裁定し、小幡藩は納得しなかったが、のちに信昌に子がなく断絶して宇陀から養子を取ったことで論争は収まった。
寛永9年（1632年）、高長は天祐紹杲を宇陀に招いて徳源寺（奈良県宇陀市大宇陀岩室）を開基して信雄の菩提寺とした。

## その他

### 人物
- 織田一門の席次は、信忠、信雄、信包、信孝、信澄の順であり、連枝衆ではこの5人が特別な地位を認められていたが、信雄は信忠に次ぐ地位に配されていた。天正9年（1581年）の御馬揃えでも、信忠が率いた騎馬衆が80騎、信雄が30騎、信包・信孝・信澄が10騎であった。嫡子である信忠には遠く及ばないにしても、信包以下には大きく水をあける存在だった[70]。
- 能の名手であり、次のような高い評価を得ていた。文禄2年（1593年）、秀吉が主宰した天覧能を観た近衛信尹は、「常真御能比類無し、扇あつかひ殊勝ゝ」との感想を残しており、また『徳川実紀』には聚楽第で催された能について、「殊に常真は龍田の舞に妙を得て見るもの感に堪たり」と記されている。『観世流仕舞付』では、信雄の発言が能役者にとって貴重な指針になっていたとされる[321]。
- 『勢州軍記』に、伊勢国阿拝郡河合において綾杉[注釈 66]の名木があり、信雄は、家臣・結城源五左衛門尉が自分の名木を誤って伐ったことに激怒して、追っ手として水谷浅右衛門尉（次郎八）を差し向けて、雲出（くもず）[注釈 67]で誅殺した。著者の神戸良政は「鳥獣草木のために人間を害するは、玉を棄てて石を取るに似たるや」と嘆いている[322]。

### 安土城放火の嫌疑
ルイス・フロイスは本能寺の変時の安土城焼失を信雄の命令であるとしており、以下のように記述している。
『日本西教史』はもっと辛辣である。

フロイスはこのように秀満放火説（『 惟任退治記』にある）をはっきりと否定し、信雄を無能あるいは痴愚と断じた上で放火の責任者としても断罪した。しかし当時フロイスは九州の口之津（現長崎県南島原市）におり、記録を行ったのは変から4ヶ月後であった上、伊賀掌握に苦しんでいた信雄が安土に入ることは困難であった。さらに発掘調査では炎上したのは本丸とその周辺のみとみられており、「市」にも放火したというフロイスの記述は完全に異なる。さらに三男信孝はキリスト教に好意的であったとして宣教師の間で評価が高く、信雄はキリシタンになって棄教したことから愚人として宣教師は厳しく評価しており、注意が必要である。安土城研究者としても知られる内藤昌は、信雄が放火する必然性はなく、恐らく無政府状態と化した安土での略奪を目的とする一揆などによるものだったのではないかとしている。

### 内政
尾張・伊勢を支配した信雄は、2度にわたる検地を実施し、知行制の統一を図った。天正11年検地は、全領国を貫高制で統一的に把握し、改めて知行宛行を行うことで統一的知行制を実現した。さらに天正14年再検地では、新たな検地原則の下に在地掌握の強化が図られ、それによって確立した知行制は、貫高制ではあってもすでに信長時代の貫高制を止揚した近世石高知行制の内実を備えたものとみなし得る。

### 子孫
- 四男・信良の系統は、当初、上野小幡藩主であったが、明和事件に伴い出羽高畠藩に転封され、さらに陣屋の移転に伴って出羽天童藩主となり、そのまま廃藩置県を迎えた。なお、信良の系統は皇室へ繋がっている[注釈 69]。
- 五男・高長の系統は、当初、大和宇陀松山藩主であったものの、御家騒動に伴う転封によって丹波柏原藩主となり、そのまま廃藩置県を迎えた。のちに庶流は、信長の七男・信高の系統である旗本家に養子として入った。
- 六男・信為の系統は、津田姓を称して、宇陀藩主家や小幡藩主家の家臣となった。信為の長男・津田外記や次男・津田八郎兵衛（谷山真弥）は宇陀藩織田家、三男・津田頼母は小幡藩織田家に仕えた。
- 数多くいた信長の息子の中で、江戸時代に大名として存続したのは信雄の系統だけである。上述のほかに、信長の弟・長益（有楽）系の芝村藩と柳本藩の養子に入り、高長の孫の長清と曾孫の信方がそれぞれ継いでおり、以後血筋の上では信雄の系統が続いた。

## 偏諱を与えた人物（家臣）
信勝時代
- 久保勝正
- 滝川勝雅（雄利。ただし一次史料では信勝時代の雄利の名は偏諱のない友足、一盛であり、「勝雅」名の使用は確認できない[328]。）

信雄時代
- 沢井雄重（信雄の傅役）
- 天野雄光
- 小坂雄吉（前野氏、信雄の傅役※『武功夜話』のみ）
- 小坂雄善（雄吉の子※『武功夜話』のみ）
- 小坂雄長（雄吉の子）
- 小坂雄忠（雄長の子）
- 小坂雄綱（雄長の子）
- 滝川雄利（別名：雄親、妻は信雄従妹（生駒家長娘）[329]）
- 津川雄光（旧名・津川義冬、滝川一盛（雄利）との連署書状（「廓坊文書」）に署名が残されている[330]）
- 中山雄忠（定成） - 犬山城を守るが池田恒興に攻略される。
- 土方雄久（雄良） - 以後土方氏は「雄」の字を継承。
- 森雄成（森正成（甚之丞）の長男、通称：久三郎、森氏一族の者か）
- 森雄秀（森正成の次男、通称：清十郎、森氏一族の者、森正好と同一人物か）

## 関連作品
小説
- 鈴木輝一郎『狂気の父を敬え』（新潮社）1998年
- 伊東潤『虚けの舞―織田信雄と北条氏規』（彩流社）2006年

舞台
- 楽劇ANZUCHI（1987年、作：市川森一、演：沢田研二）

テレビドラマ
- 『おんな太閤記』（1981年、NHK大河ドラマ、演：長塚京三）
- 『秀吉』（1996年、NHK大河ドラマ、演：西川忠志（幼少期：飯塚恭平））
- 『葵 徳川三代』（2000年、NHK大河ドラマ、演：清水幹生)
- 『功名が辻』（2006年、NHK大河ドラマ、演：大柴邦彦）
- 『どうする家康』（2023年、NHK大河ドラマ、演：浜野謙太）

映画
- 『清須会議』（2013年、演：妻夫木聡）
- 『忍びの国』（2017年、原作：和田竜、演：知念侑李）
- 『首 (北野武)』（2023年、演：坂東龍汰）